# Wittelsbachi
Rodbina Wittelsbach, južnonemška knežja rodbina, poznana od 11. stoletja, na položaju bavarskih kraljev do leta 1918.
Zasedali so položaje palatinov, vojvod, nadškofov in škofov, volilnih knezov Svetega rimskega cesarstva, bavarskih kraljev, eden je postal nemški kralj, dva tudi cesarja. Trije člani rodbine so postal švedski kraji, za krajše čase pa so nosili kraljeve krone Danske, Norveške, Grčije in Ogrske.
Wittelsbachi so v osnovi grofje Scheyern, ki so leta 1116 preselili svojo rezidenco v nekoliko prej zgrajeni grad Wittelsbach in se začeli imenovati po njem. Grof Oton (†1156) je za svoje zasluge leta 1180 dobil v fevd vojvodino Bavarsko, postal je prvi wittelsbaški bavarski vojvoda Oton I. Njegov sin Ludvik I. je od cesarja Friderika II. dobil še Renski palatinat in z njim volilni glas. Ludvik IV. Wittelsbaški se je v letih 1314 in 1328 povzpel na položaj nemškega kralja in cesarja. Da bi končal neprestane prepire v rodbini, je leta 1329 s sporazumom v Paviji prepustil Renski palatinat (Pfalz) in del severovzhodne Bavarske, kasneje poimenovan Zgornji Palatinat (Oberpfalz) naslednikom svojega pokojnega brata Rudolfa I. (†1319). Rodbina se je s tem razdelila na dve glavni veji, pfalško z začetnikom Rudolfom I. in bavarsko z začetnikom Ludvikom IV. Veji sta odtlej ločeno vladali, se vejali naprej in med svojimi potomci delili svoja dedna ozemlja. Po rodbinskem dogovoru je morala veja, ki ni imela moškega naslednika, prepustiti posesti sorodstveno najbližji veji. Leta 1777 je bavarska veja ostala brez zakonitih moških naslednikov in vsa wittelsbaška posest se je spet združila pod pfalškim naslednikom, volilnim knezom Karlom IV. Teodorjem. V času napoleonskih vojn so Wittelsbachi postali bavarski kralji. Na čelu kraljevine so vztrajali vse do konca prve svetovne vojne. Njihovi potomci si še vedno nadevajo visoke plemiške naslove.

## Grofje Scheyern
Predhodniki Witteslbachov so bili grofje Scheyern z gradu Scheyern na lokaciji današnjega samostana Scheyern severno od Münchna. Prvi med njimi, Oton I./II. , je bil v listinah zabeležen okrog leta 1045. Okrog leta 1047 je izpričan kot upravnik samostana Freising, okrog leta 1060 tudi kot upravnik stolnega kapitlja Freising. Po poroki s Hacigo (po 1056) je bil omenjan kot comes de Skyrun (grof von Scheyern), ob čemer naj bi bilo dodano iure uxoris.
Nasledil ga je sin Oton II./III. Z njim, verjetneje pa z njegovim bratom Eckhardom I., je bila poročena Richarda, hčerka kranjskega mejnega grofa Ulrika I. Weimar-Orlamünde in Zofije Ogrske (hčerke ogrskega kralja Bele I.). Richarda je mati naslednika Otona, ki ga označujejo kot IV. ali V.
Oton IV./V. (*1083/1084; †1156) je spremljal cesarja Henrika V. na njegovem prvem pohodu v Italijo. Leta 1116 je postal palatinski grof Bavarske. Tedaj se je preselil v novo rezidenco, novo zgrajeni grad Wittelsbach pri Aichachu. Odtlej se rodbina imenuje von Wittelsbach. Prejšnjo rezidenco so prepustili benediktincem in tam ustanovili rodbinsko opatijo Scheyeren.

## Wittelsbachi do delitve leta 1329 v Paviji
Sin Otona IV./V., tudi Oton, je postal eden najbližjih zaupnikov cesarja Friderika I. Barbarosse in ga je spremljal na njegovih pohodih. Cesar ga je po padcu Henrika Leva v nemilost imenoval za bavarskega vojvodo, postal je prvi bavarski vojvoda iz rodbine Wittelsbahov, Oton I. (1080-83).
Tudi sin Otona I., Ludvik I. (vladal 1183-1231), je aktivno sodeloval s cesarjem Friderikom II., ter od njega dobil v fevd Renski palatinat in z njim volilni glas, pravico do sodelovanja pri volitvah nemškega kralja. S pragmatično prilagodljivostjo je utrdil in razširil svojo oblast v vojvodini Bavarski.
Ludvikov sin Oton II. (1231-53) je vojvodini priključil posesti izumrlih grofovskih rodbin Bogen in Ortenburg ter nekatera ozemlja Andeških. Wittelsbachi so v svoj grb in zastavo prevzeli tudi belo-modri vzorec Bogenskih grofov. Svojih ozemelj niso dajali v fevd, temveč so jih upravljali sami ob pomoči svojih ministerialov.

### Prva delitev na Zgornjo in Spodnjo Bavarsko (1255)
Sinova Otona II. sta si dve leti po očetovi smrti wittelsbaške posesti razdelila (1255): starejši Ludvik II., Strogi je dobil Zgornjo Bavarsko (višje predele Bavarske) in Renski palatinat s prestolnicama v Münchnu in Heidelbergu, mlajši sin Henrik XIII. pa Spodnjo Bavarsko (večje, bogatejše in rodovitnejše nižinske predele, zato se je odpovedal Renskemu palatinatu) s prestolnicama v Landshutu in Burghausnu.

#### Spodnja Bavarska (1255-1340)
Spodnjebavarskemu vojvodi Henriku XIII. (vladal 1253/55-1290) se njegova nestanovitna politika do Habsburžanov in drugih sosedov ni obnesla, neprestano se je zapletal v konflikte z njimi. V njegovem času se je od Bavarske dokončno ločila nadškofija Salzburg. Poročil se je s hčerko ogrskega kralja Bele IV., Elizabeto.
Njun najstarejši sin Oton III. (†1312) je po izumrtju Arpadovcev sprejel ponujeno mu ogrsko krono (leta 1305, kot ogrski kralj Bela V.), a svoje oblasti na Ogrskem ni mogel uveljaviti proti tekmecu Karlu Robertu Anžujskemu. Na Spodnjem Bavarskem je med tem vladal najmlajši Henrikov sin Štefan I. (1290-1310).
Po Štefanovi smrti je bil prvi dve leti skrbnik njegovemu mladoletnemu sinu Henriku XIV. (1310-1339) zgornjebavarski vojvoda Ludvik IV. Po smrti Henrika XIV. in njegovega mladoletnega sina Ivana (1339-1340) leto dni kasneje, je spodnjebavarska veja Wittelsbachov izumrla (sin Otona III., Henrik XV. je umrl že leta 1333). Vojvodino je podedoval stric Ludvik IV.; Zgornja in Spodnja Bavarska sta bili spet združeni v vojvodini Bavarski (brez Zgornjega Palatinata).

#### Zgornja Bavarska in Renski palatinat (1255-1339)
Zgornjebavarski vojvoda in volilni knez Renskega palatinata Ludvik II. (vladal 1253/55-1294) je leta 1273 na volitvah nemškega kralja podprl Habsburžana Rudolfa I. in se poročil  z njegovo hčerko Matildo. Utrdil je svojo vladavino in jo razširil z novimi posestmi.
Po njegovi smrti je vojvodino najprej dedoval starejši sin Rudolf I. (1294-1319). Na zahtevo habsburške matere in njenega brata, avstrijskega vojvode Alberta I., pa so v dedovanje vključili tudi mlajšega sina Ludvika IV. (1294-1347). A njuno skupno vladanje je bilo polno sporov, ki so se nadaljevali tudi po smrti Rudolfa I., z njegovimi sinovi Adolfom (†1327), Rudolfom II. in Rupertom I.
Zato je leta 1329 Ludvik IV. (tedaj že cesar, ki zaradi pomembnejših načrtov ni želel domačih sporov) s pogodbo z dne 4. avgusta 1329 sklenjeno v Paviji, rodbinsko posest razdelil: zase je zadržal Zgornjo Bavarsko, nečakoma Rudolfu II. (1329-53) in Rupertu I. (1353-90) pa je prepustil Renski palatinat (Pfalz) in ozemlje na severovzhodu Bavarske ob češki meji, kasneje poimenovano Zgornji Palatinat (Oberpfalz).
S to delitvijo se je wittelsbaška rodbina razdelila na dve glavni veji: starejšo pfalško z začetnikom Rudolfom I. in mlajšo bavarsko z začetnikom Ludvikom IV. Glas volilnega kneza naj bi si veji izmenjavali. Določeno je bilo, da se v primeru izumrtja ene od vej ozemlja spet združijo. To se je dejansko zgodilo leta 1777, ko je izumrla bavarska veja in so se posesti združile pod oblastjo starejše, pfalške veje.

## Rodbina razdeljena v bavarsko in pfalško vejo Wittelsbachov

### Bavarska veja Wittelsbachov (1329-1777)

#### Rodbinsko drevo bavarske veje Wittelsbachov
V rodbinsko drevo so vključeni le glavni nosilci wittelsbaške oblasti. Volilni knezi so tiskani krepko.
| | | | | | |  |  | | | | | Ludvik IV. (1283-1347). zgornjebavarski vojvoda (1294), bavarski vojvoda (1340) nemški kralj/cesar (1314/28) ∞(1) Beatrix, hči vojvode Henrika III. Šlezijsko-Glogówskega (2) Margareta, hči grofa Viljema III. Holandskega in Hainautskega (1) (2) | |  |  | | | | | | |  |  | | | | | | |  |  | | | | | | |  |  | | | | | | |  |  |  |  |  |  |  |  |  |  |  |  |  |  |  |  |  |  |  |  |  |  |  |  |  |  |  |  |  |  |  |  |  |  |
| | | | | | |  |  | | | | | | |  |  | | | | | | |  |  | | | | | | |  |  | | | | | | |  |  | | | | | | |  |  |  |  |  |  |  |  |  |  |  |  |  |  |  |  |  |  |  |  |  |  |  |  |  |  |  |  |  |  |  |  |  |  |
| | | | | | |  |  | | | | | | |  |  | | | | | | |  |  | | | | | | |  |  | | | | | | |  |  | | | | | | |  |  |  |  |  |  |  |  |  |  |  |  |  |  |  |  |  |  |  |  |  |  |  |  |  |  |  |  |  |  |  |  |  |  |
| Ludvik V. (1315-61) brandenburški mejni grof (1323-51), bavarski vojvoda (1347), Zg. Bavarska (1349) ∞(2) Maragareta, hči vojvode Henrika VI. Koroškega, dedinja Tirolske | Ludvik V. (1315-61) brandenburški mejni grof (1323-51), bavarski vojvoda (1347), Zg. Bavarska (1349) ∞(2) Maragareta, hči vojvode Henrika VI. Koroškega, dedinja Tirolske | Ludvik V. (1315-61) brandenburški mejni grof (1323-51), bavarski vojvoda (1347), Zg. Bavarska (1349) ∞(2) Maragareta, hči vojvode Henrika VI. Koroškega, dedinja Tirolske | Ludvik V. (1315-61) brandenburški mejni grof (1323-51), bavarski vojvoda (1347), Zg. Bavarska (1349) ∞(2) Maragareta, hči vojvode Henrika VI. Koroškega, dedinja Tirolske | Ludvik V. (1315-61) brandenburški mejni grof (1323-51), bavarski vojvoda (1347), Zg. Bavarska (1349) ∞(2) Maragareta, hči vojvode Henrika VI. Koroškega, dedinja Tirolske | Ludvik V. (1315-61) brandenburški mejni grof (1323-51), bavarski vojvoda (1347), Zg. Bavarska (1349) ∞(2) Maragareta, hči vojvode Henrika VI. Koroškega, dedinja Tirolske |  |  | Štefan II. (1319-75) bavarski vojvoda (1347), Sp. Bavarska (1349-53), , Bavarska-Landshut (1353), Zg. Bavarska (1363)                                                                                                  | Štefan II. (1319-75) bavarski vojvoda (1347), Sp. Bavarska (1349-53), , Bavarska-Landshut (1353), Zg. Bavarska (1363)                                                                                                  | Štefan II. (1319-75) bavarski vojvoda (1347), Sp. Bavarska (1349-53), , Bavarska-Landshut (1353), Zg. Bavarska (1363)                                                                                                  | Štefan II. (1319-75) bavarski vojvoda (1347), Sp. Bavarska (1349-53), , Bavarska-Landshut (1353), Zg. Bavarska (1363)                                                                                                  | Štefan II. (1319-75) bavarski vojvoda (1347), Sp. Bavarska (1349-53), , Bavarska-Landshut (1353), Zg. Bavarska (1363) | Štefan II. (1319-75) bavarski vojvoda (1347), Sp. Bavarska (1349-53), , Bavarska-Landshut (1353), Zg. Bavarska (1363)                                                                                                  |  |  | Ludvik VI. Rimljan (1330-65) bavarski vojvoda (1347) Zg. Bavarska (1349-51), brandenburški volilni knez (1350/51)        | Ludvik VI. Rimljan (1330-65) bavarski vojvoda (1347) Zg. Bavarska (1349-51), brandenburški volilni knez (1350/51)        | Ludvik VI. Rimljan (1330-65) bavarski vojvoda (1347) Zg. Bavarska (1349-51), brandenburški volilni knez (1350/51)        | Ludvik VI. Rimljan (1330-65) bavarski vojvoda (1347) Zg. Bavarska (1349-51), brandenburški volilni knez (1350/51)        | Ludvik VI. Rimljan (1330-65) bavarski vojvoda (1347) Zg. Bavarska (1349-51), brandenburški volilni knez (1350/51)        | Ludvik VI. Rimljan (1330-65) bavarski vojvoda (1347) Zg. Bavarska (1349-51), brandenburški volilni knez (1350/51)        |  |  | Viljem I. (1333-89) bavarski vojvoda (1347) Sp. Bavarska (1349-53), Bavarska-Straubing (1353), holandski in hainautski grof (1349) | Viljem I. (1333-89) bavarski vojvoda (1347) Sp. Bavarska (1349-53), Bavarska-Straubing (1353), holandski in hainautski grof (1349) | Viljem I. (1333-89) bavarski vojvoda (1347) Sp. Bavarska (1349-53), Bavarska-Straubing (1353), holandski in hainautski grof (1349) | Viljem I. (1333-89) bavarski vojvoda (1347) Sp. Bavarska (1349-53), Bavarska-Straubing (1353), holandski in hainautski grof (1349) | Viljem I. (1333-89) bavarski vojvoda (1347) Sp. Bavarska (1349-53), Bavarska-Straubing (1353), holandski in hainautski grof (1349) | Viljem I. (1333-89) bavarski vojvoda (1347) Sp. Bavarska (1349-53), Bavarska-Straubing (1353), holandski in hainautski grof (1349) |  |  | Albert I. (1336-1404) bavarski vojvoda (1347) Sp. B. (1349-53) , B.-Straubing (1353), holandski in hainautski grof (1349) | Albert I. (1336-1404) bavarski vojvoda (1347) Sp. B. (1349-53) , B.-Straubing (1353), holandski in hainautski grof (1349) | Albert I. (1336-1404) bavarski vojvoda (1347) Sp. B. (1349-53) , B.-Straubing (1353), holandski in hainautski grof (1349) | Albert I. (1336-1404) bavarski vojvoda (1347) Sp. B. (1349-53) , B.-Straubing (1353), holandski in hainautski grof (1349) | Albert I. (1336-1404) bavarski vojvoda (1347) Sp. B. (1349-53) , B.-Straubing (1353), holandski in hainautski grof (1349) | Albert I. (1336-1404) bavarski vojvoda (1347) Sp. B. (1349-53) , B.-Straubing (1353), holandski in hainautski grof (1349) |  |  | Oton V. Leni (ok.1341-79) bavarski vojvoda (1347) Zg. Bavarska (1349-51), brandenburški vol. knez (1365-73) ∞Katarina, hči cesarja Karla IV. | Oton V. Leni (ok.1341-79) bavarski vojvoda (1347) Zg. Bavarska (1349-51), brandenburški vol. knez (1365-73) ∞Katarina, hči cesarja Karla IV. | Oton V. Leni (ok.1341-79) bavarski vojvoda (1347) Zg. Bavarska (1349-51), brandenburški vol. knez (1365-73) ∞Katarina, hči cesarja Karla IV. | Oton V. Leni (ok.1341-79) bavarski vojvoda (1347) Zg. Bavarska (1349-51), brandenburški vol. knez (1365-73) ∞Katarina, hči cesarja Karla IV. | Oton V. Leni (ok.1341-79) bavarski vojvoda (1347) Zg. Bavarska (1349-51), brandenburški vol. knez (1365-73) ∞Katarina, hči cesarja Karla IV. | Oton V. Leni (ok.1341-79) bavarski vojvoda (1347) Zg. Bavarska (1349-51), brandenburški vol. knez (1365-73) ∞Katarina, hči cesarja Karla IV. |  |  |  |  |  |  |  |  |  |  |  |  |  |  |  |  |  |  |  |  |  |  |  |  |  |  |  |  |  |  |  |  |  |  |
| Ludvik V. (1315-61) brandenburški mejni grof (1323-51), bavarski vojvoda (1347), Zg. Bavarska (1349) ∞(2) Maragareta, hči vojvode Henrika VI. Koroškega, dedinja Tirolske | Ludvik V. (1315-61) brandenburški mejni grof (1323-51), bavarski vojvoda (1347), Zg. Bavarska (1349) ∞(2) Maragareta, hči vojvode Henrika VI. Koroškega, dedinja Tirolske | Ludvik V. (1315-61) brandenburški mejni grof (1323-51), bavarski vojvoda (1347), Zg. Bavarska (1349) ∞(2) Maragareta, hči vojvode Henrika VI. Koroškega, dedinja Tirolske | Ludvik V. (1315-61) brandenburški mejni grof (1323-51), bavarski vojvoda (1347), Zg. Bavarska (1349) ∞(2) Maragareta, hči vojvode Henrika VI. Koroškega, dedinja Tirolske | Ludvik V. (1315-61) brandenburški mejni grof (1323-51), bavarski vojvoda (1347), Zg. Bavarska (1349) ∞(2) Maragareta, hči vojvode Henrika VI. Koroškega, dedinja Tirolske | Ludvik V. (1315-61) brandenburški mejni grof (1323-51), bavarski vojvoda (1347), Zg. Bavarska (1349) ∞(2) Maragareta, hči vojvode Henrika VI. Koroškega, dedinja Tirolske |  |  | Štefan II. (1319-75) bavarski vojvoda (1347), Sp. Bavarska (1349-53), , Bavarska-Landshut (1353), Zg. Bavarska (1363)                                                                                                  | Štefan II. (1319-75) bavarski vojvoda (1347), Sp. Bavarska (1349-53), , Bavarska-Landshut (1353), Zg. Bavarska (1363)                                                                                                  | Štefan II. (1319-75) bavarski vojvoda (1347), Sp. Bavarska (1349-53), , Bavarska-Landshut (1353), Zg. Bavarska (1363)                                                                                                  | Štefan II. (1319-75) bavarski vojvoda (1347), Sp. Bavarska (1349-53), , Bavarska-Landshut (1353), Zg. Bavarska (1363)                                                                                                  | Štefan II. (1319-75) bavarski vojvoda (1347), Sp. Bavarska (1349-53), , Bavarska-Landshut (1353), Zg. Bavarska (1363) | Štefan II. (1319-75) bavarski vojvoda (1347), Sp. Bavarska (1349-53), , Bavarska-Landshut (1353), Zg. Bavarska (1363)                                                                                                  |  |  | Ludvik VI. Rimljan (1330-65) bavarski vojvoda (1347) Zg. Bavarska (1349-51), brandenburški volilni knez (1350/51)        | Ludvik VI. Rimljan (1330-65) bavarski vojvoda (1347) Zg. Bavarska (1349-51), brandenburški volilni knez (1350/51)        | Ludvik VI. Rimljan (1330-65) bavarski vojvoda (1347) Zg. Bavarska (1349-51), brandenburški volilni knez (1350/51)        | Ludvik VI. Rimljan (1330-65) bavarski vojvoda (1347) Zg. Bavarska (1349-51), brandenburški volilni knez (1350/51)        | Ludvik VI. Rimljan (1330-65) bavarski vojvoda (1347) Zg. Bavarska (1349-51), brandenburški volilni knez (1350/51)        | Ludvik VI. Rimljan (1330-65) bavarski vojvoda (1347) Zg. Bavarska (1349-51), brandenburški volilni knez (1350/51)        |  |  | Viljem I. (1333-89) bavarski vojvoda (1347) Sp. Bavarska (1349-53), Bavarska-Straubing (1353), holandski in hainautski grof (1349) | Viljem I. (1333-89) bavarski vojvoda (1347) Sp. Bavarska (1349-53), Bavarska-Straubing (1353), holandski in hainautski grof (1349) | Viljem I. (1333-89) bavarski vojvoda (1347) Sp. Bavarska (1349-53), Bavarska-Straubing (1353), holandski in hainautski grof (1349) | Viljem I. (1333-89) bavarski vojvoda (1347) Sp. Bavarska (1349-53), Bavarska-Straubing (1353), holandski in hainautski grof (1349) | Viljem I. (1333-89) bavarski vojvoda (1347) Sp. Bavarska (1349-53), Bavarska-Straubing (1353), holandski in hainautski grof (1349) | Viljem I. (1333-89) bavarski vojvoda (1347) Sp. Bavarska (1349-53), Bavarska-Straubing (1353), holandski in hainautski grof (1349) |  |  | Albert I. (1336-1404) bavarski vojvoda (1347) Sp. B. (1349-53) , B.-Straubing (1353), holandski in hainautski grof (1349) | Albert I. (1336-1404) bavarski vojvoda (1347) Sp. B. (1349-53) , B.-Straubing (1353), holandski in hainautski grof (1349) | Albert I. (1336-1404) bavarski vojvoda (1347) Sp. B. (1349-53) , B.-Straubing (1353), holandski in hainautski grof (1349) | Albert I. (1336-1404) bavarski vojvoda (1347) Sp. B. (1349-53) , B.-Straubing (1353), holandski in hainautski grof (1349) | Albert I. (1336-1404) bavarski vojvoda (1347) Sp. B. (1349-53) , B.-Straubing (1353), holandski in hainautski grof (1349) | Albert I. (1336-1404) bavarski vojvoda (1347) Sp. B. (1349-53) , B.-Straubing (1353), holandski in hainautski grof (1349) |  |  | Oton V. Leni (ok.1341-79) bavarski vojvoda (1347) Zg. Bavarska (1349-51), brandenburški vol. knez (1365-73) ∞Katarina, hči cesarja Karla IV. | Oton V. Leni (ok.1341-79) bavarski vojvoda (1347) Zg. Bavarska (1349-51), brandenburški vol. knez (1365-73) ∞Katarina, hči cesarja Karla IV. | Oton V. Leni (ok.1341-79) bavarski vojvoda (1347) Zg. Bavarska (1349-51), brandenburški vol. knez (1365-73) ∞Katarina, hči cesarja Karla IV. | Oton V. Leni (ok.1341-79) bavarski vojvoda (1347) Zg. Bavarska (1349-51), brandenburški vol. knez (1365-73) ∞Katarina, hči cesarja Karla IV. | Oton V. Leni (ok.1341-79) bavarski vojvoda (1347) Zg. Bavarska (1349-51), brandenburški vol. knez (1365-73) ∞Katarina, hči cesarja Karla IV. | Oton V. Leni (ok.1341-79) bavarski vojvoda (1347) Zg. Bavarska (1349-51), brandenburški vol. knez (1365-73) ∞Katarina, hči cesarja Karla IV. |  |  |  |  |  |  |  |  |  |  |  |  |  |  |  |  |  |  |  |  |  |  |  |  |  |  |  |  |  |  |  |  |  |  |
| | | | | | |  |  | | | | | | |  |  | | | | | | |  |  | | | | | | |  |  | | | | | | |  |  | | | | | | |  |  |  |  |  |  |  |  |  |  |  |  |  |  |  |  |  |  |  |  |  |  |  |  |  |  |  |  |  |  |  |  |  |  |
| Majnhard III.(1344-63) zgornjebavarski vojvoda in tirolski grof (1361) | Majnhard III.(1344-63) zgornjebavarski vojvoda in tirolski grof (1361) | Majnhard III.(1344-63) zgornjebavarski vojvoda in tirolski grof (1361) | Majnhard III.(1344-63) zgornjebavarski vojvoda in tirolski grof (1361) | Majnhard III.(1344-63) zgornjebavarski vojvoda in tirolski grof (1361) | Majnhard III.(1344-63) zgornjebavarski vojvoda in tirolski grof (1361) |  |  | Štefan III. (ok.1337-1413) bavarski vojvoda (1375), Bavarska-Ingolstadt (1392) | Štefan III. (ok.1337-1413) bavarski vojvoda (1375), Bavarska-Ingolstadt (1392) | Štefan III. (ok.1337-1413) bavarski vojvoda (1375), Bavarska-Ingolstadt (1392) | Štefan III. (ok.1337-1413) bavarski vojvoda (1375), Bavarska-Ingolstadt (1392) | Štefan III. (ok.1337-1413) bavarski vojvoda (1375), Bavarska-Ingolstadt (1392) | Štefan III. (ok.1337-1413) bavarski vojvoda (1375), Bavarska-Ingolstadt (1392) |  |  | Friderik (ok.1339-93) bavarski vojvoda (1375), Bavarska- Landshut (1392)                                                 | Friderik (ok.1339-93) bavarski vojvoda (1375), Bavarska- Landshut (1392)                                                 | Friderik (ok.1339-93) bavarski vojvoda (1375), Bavarska- Landshut (1392)                                                 | Friderik (ok.1339-93) bavarski vojvoda (1375), Bavarska- Landshut (1392)                                                 | Friderik (ok.1339-93) bavarski vojvoda (1375), Bavarska- Landshut (1392)                                                 | Friderik (ok.1339-93) bavarski vojvoda (1375), Bavarska- Landshut (1392)                                                 |  |  | Ivan II. (ok.1341-97) bavarski vojvoda (1375), Bavarska-München (1392)                                                             | Ivan II. (ok.1341-97) bavarski vojvoda (1375), Bavarska-München (1392)                                                             | Ivan II. (ok.1341-97) bavarski vojvoda (1375), Bavarska-München (1392)                                                             | Ivan II. (ok.1341-97) bavarski vojvoda (1375), Bavarska-München (1392)                                                             | Ivan II. (ok.1341-97) bavarski vojvoda (1375), Bavarska-München (1392)                                                             | Ivan II. (ok.1341-97) bavarski vojvoda (1375), Bavarska-München (1392)                                                             |  |  | Viljem II. (1365-1417) holandski in hainautski grof (1404)                                                                | Viljem II. (1365-1417) holandski in hainautski grof (1404)                                                                | Viljem II. (1365-1417) holandski in hainautski grof (1404)                                                                | Viljem II. (1365-1417) holandski in hainautski grof (1404)                                                                | Viljem II. (1365-1417) holandski in hainautski grof (1404)                                                                | Viljem II. (1365-1417) holandski in hainautski grof (1404)                                                                |  |  | Ivan III. (1374-1425) lütiški knezoškof (1390-1418), holandski in hainautski grof (1417)                                                     | Ivan III. (1374-1425) lütiški knezoškof (1390-1418), holandski in hainautski grof (1417)                                                     | Ivan III. (1374-1425) lütiški knezoškof (1390-1418), holandski in hainautski grof (1417)                                                     | Ivan III. (1374-1425) lütiški knezoškof (1390-1418), holandski in hainautski grof (1417)                                                     | Ivan III. (1374-1425) lütiški knezoškof (1390-1418), holandski in hainautski grof (1417)                                                     | Ivan III. (1374-1425) lütiški knezoškof (1390-1418), holandski in hainautski grof (1417)                                                     |  |  |  |  |  |  |  |  |  |  |  |  |  |  |  |  |  |  |  |  |  |  |  |  |  |  |  |  |  |  |  |  |  |  |
| Majnhard III.(1344-63) zgornjebavarski vojvoda in tirolski grof (1361) | Majnhard III.(1344-63) zgornjebavarski vojvoda in tirolski grof (1361) | Majnhard III.(1344-63) zgornjebavarski vojvoda in tirolski grof (1361) | Majnhard III.(1344-63) zgornjebavarski vojvoda in tirolski grof (1361) | Majnhard III.(1344-63) zgornjebavarski vojvoda in tirolski grof (1361) | Majnhard III.(1344-63) zgornjebavarski vojvoda in tirolski grof (1361) |  |  | Štefan III. (ok.1337-1413) bavarski vojvoda (1375), Bavarska-Ingolstadt (1392) | Štefan III. (ok.1337-1413) bavarski vojvoda (1375), Bavarska-Ingolstadt (1392) | Štefan III. (ok.1337-1413) bavarski vojvoda (1375), Bavarska-Ingolstadt (1392) | Štefan III. (ok.1337-1413) bavarski vojvoda (1375), Bavarska-Ingolstadt (1392) | Štefan III. (ok.1337-1413) bavarski vojvoda (1375), Bavarska-Ingolstadt (1392) | Štefan III. (ok.1337-1413) bavarski vojvoda (1375), Bavarska-Ingolstadt (1392) |  |  | Friderik (ok.1339-93) bavarski vojvoda (1375), Bavarska- Landshut (1392)                                                 | Friderik (ok.1339-93) bavarski vojvoda (1375), Bavarska- Landshut (1392)                                                 | Friderik (ok.1339-93) bavarski vojvoda (1375), Bavarska- Landshut (1392)                                                 | Friderik (ok.1339-93) bavarski vojvoda (1375), Bavarska- Landshut (1392)                                                 | Friderik (ok.1339-93) bavarski vojvoda (1375), Bavarska- Landshut (1392)                                                 | Friderik (ok.1339-93) bavarski vojvoda (1375), Bavarska- Landshut (1392)                                                 |  |  | Ivan II. (ok.1341-97) bavarski vojvoda (1375), Bavarska-München (1392)                                                             | Ivan II. (ok.1341-97) bavarski vojvoda (1375), Bavarska-München (1392)                                                             | Ivan II. (ok.1341-97) bavarski vojvoda (1375), Bavarska-München (1392)                                                             | Ivan II. (ok.1341-97) bavarski vojvoda (1375), Bavarska-München (1392)                                                             | Ivan II. (ok.1341-97) bavarski vojvoda (1375), Bavarska-München (1392)                                                             | Ivan II. (ok.1341-97) bavarski vojvoda (1375), Bavarska-München (1392)                                                             |  |  | Viljem II. (1365-1417) holandski in hainautski grof (1404)                                                                | Viljem II. (1365-1417) holandski in hainautski grof (1404)                                                                | Viljem II. (1365-1417) holandski in hainautski grof (1404)                                                                | Viljem II. (1365-1417) holandski in hainautski grof (1404)                                                                | Viljem II. (1365-1417) holandski in hainautski grof (1404)                                                                | Viljem II. (1365-1417) holandski in hainautski grof (1404)                                                                |  |  | Ivan III. (1374-1425) lütiški knezoškof (1390-1418), holandski in hainautski grof (1417)                                                     | Ivan III. (1374-1425) lütiški knezoškof (1390-1418), holandski in hainautski grof (1417)                                                     | Ivan III. (1374-1425) lütiški knezoškof (1390-1418), holandski in hainautski grof (1417)                                                     | Ivan III. (1374-1425) lütiški knezoškof (1390-1418), holandski in hainautski grof (1417)                                                     | Ivan III. (1374-1425) lütiški knezoškof (1390-1418), holandski in hainautski grof (1417)                                                     | Ivan III. (1374-1425) lütiški knezoškof (1390-1418), holandski in hainautski grof (1417)                                                     |  |  |  |  |  |  |  |  |  |  |  |  |  |  |  |  |  |  |  |  |  |  |  |  |  |  |  |  |  |  |  |  |  |  |
| | | | | | |  |  | | | | | | |  |  | | | | | | |  |  | | | | | | |  |  | | | | | | |  |  | | | | | | |  |  |  |  |  |  |  |  |  |  |  |  |  |  |  |  |  |  |  |  |  |  |  |  |  |  |  |  |  |  |  |  |  |  |
| Ludvik VII. (ok.1368-1447) vojvoda Bavarske-Ingolstadt (1413), od 1443 v ujetništvu                                                                                       | Ludvik VII. (ok.1368-1447) vojvoda Bavarske-Ingolstadt (1413), od 1443 v ujetništvu                                                                                       | Ludvik VII. (ok.1368-1447) vojvoda Bavarske-Ingolstadt (1413), od 1443 v ujetništvu                                                                                       | Ludvik VII. (ok.1368-1447) vojvoda Bavarske-Ingolstadt (1413), od 1443 v ujetništvu                                                                                       | Ludvik VII. (ok.1368-1447) vojvoda Bavarske-Ingolstadt (1413), od 1443 v ujetništvu                                                                                       | Ludvik VII. (ok.1368-1447) vojvoda Bavarske-Ingolstadt (1413), od 1443 v ujetništvu                                                                                       |  |  | Elizabeta (1370-1435) ∞ francoski kralj Karel VI. | Elizabeta (1370-1435) ∞ francoski kralj Karel VI. | Elizabeta (1370-1435) ∞ francoski kralj Karel VI. | Elizabeta (1370-1435) ∞ francoski kralj Karel VI. | Elizabeta (1370-1435) ∞ francoski kralj Karel VI. | Elizabeta (1370-1435) ∞ francoski kralj Karel VI. |  |  | Henrik XVI. Bogati (1386-1450) vojvoda Bavarske-Landshut (1413)                                                          | Henrik XVI. Bogati (1386-1450) vojvoda Bavarske-Landshut (1413)                                                          | Henrik XVI. Bogati (1386-1450) vojvoda Bavarske-Landshut (1413)                                                          | Henrik XVI. Bogati (1386-1450) vojvoda Bavarske-Landshut (1413)                                                          | Henrik XVI. Bogati (1386-1450) vojvoda Bavarske-Landshut (1413)                                                          | Henrik XVI. Bogati (1386-1450) vojvoda Bavarske-Landshut (1413)                                                          |  |  | Ernest (1373-1438) vojvoda Bavarske-München (1397)                                                                                 | Ernest (1373-1438) vojvoda Bavarske-München (1397)                                                                                 | Ernest (1373-1438) vojvoda Bavarske-München (1397)                                                                                 | Ernest (1373-1438) vojvoda Bavarske-München (1397)                                                                                 | Ernest (1373-1438) vojvoda Bavarske-München (1397)                                                                                 | Ernest (1373-1438) vojvoda Bavarske-München (1397)                                                                                 |  |  | Viljem III. (1375-1435) vojvoda Bavarske-München (1397)                                                                   | Viljem III. (1375-1435) vojvoda Bavarske-München (1397)                                                                   | Viljem III. (1375-1435) vojvoda Bavarske-München (1397)                                                                   | Viljem III. (1375-1435) vojvoda Bavarske-München (1397)                                                                   | Viljem III. (1375-1435) vojvoda Bavarske-München (1397)                                                                   | Viljem III. (1375-1435) vojvoda Bavarske-München (1397)                                                                   |  |  | | | | | | |  |  |  |  |  |  |  |  |  |  |  |  |  |  |  |  |  |  |  |  |  |  |  |  |  |  |  |  |  |  |  |  |  |  |
| Ludvik VII. (ok.1368-1447) vojvoda Bavarske-Ingolstadt (1413), od 1443 v ujetništvu                                                                                       | Ludvik VII. (ok.1368-1447) vojvoda Bavarske-Ingolstadt (1413), od 1443 v ujetništvu                                                                                       | Ludvik VII. (ok.1368-1447) vojvoda Bavarske-Ingolstadt (1413), od 1443 v ujetništvu                                                                                       | Ludvik VII. (ok.1368-1447) vojvoda Bavarske-Ingolstadt (1413), od 1443 v ujetništvu                                                                                       | Ludvik VII. (ok.1368-1447) vojvoda Bavarske-Ingolstadt (1413), od 1443 v ujetništvu                                                                                       | Ludvik VII. (ok.1368-1447) vojvoda Bavarske-Ingolstadt (1413), od 1443 v ujetništvu                                                                                       |  |  | Elizabeta (1370-1435) ∞ francoski kralj Karel VI. | Elizabeta (1370-1435) ∞ francoski kralj Karel VI. | Elizabeta (1370-1435) ∞ francoski kralj Karel VI. | Elizabeta (1370-1435) ∞ francoski kralj Karel VI. | Elizabeta (1370-1435) ∞ francoski kralj Karel VI. | Elizabeta (1370-1435) ∞ francoski kralj Karel VI. |  |  | Henrik XVI. Bogati (1386-1450) vojvoda Bavarske-Landshut (1413)                                                          | Henrik XVI. Bogati (1386-1450) vojvoda Bavarske-Landshut (1413)                                                          | Henrik XVI. Bogati (1386-1450) vojvoda Bavarske-Landshut (1413)                                                          | Henrik XVI. Bogati (1386-1450) vojvoda Bavarske-Landshut (1413)                                                          | Henrik XVI. Bogati (1386-1450) vojvoda Bavarske-Landshut (1413)                                                          | Henrik XVI. Bogati (1386-1450) vojvoda Bavarske-Landshut (1413)                                                          |  |  | Ernest (1373-1438) vojvoda Bavarske-München (1397)                                                                                 | Ernest (1373-1438) vojvoda Bavarske-München (1397)                                                                                 | Ernest (1373-1438) vojvoda Bavarske-München (1397)                                                                                 | Ernest (1373-1438) vojvoda Bavarske-München (1397)                                                                                 | Ernest (1373-1438) vojvoda Bavarske-München (1397)                                                                                 | Ernest (1373-1438) vojvoda Bavarske-München (1397)                                                                                 |  |  | Viljem III. (1375-1435) vojvoda Bavarske-München (1397)                                                                   | Viljem III. (1375-1435) vojvoda Bavarske-München (1397)                                                                   | Viljem III. (1375-1435) vojvoda Bavarske-München (1397)                                                                   | Viljem III. (1375-1435) vojvoda Bavarske-München (1397)                                                                   | Viljem III. (1375-1435) vojvoda Bavarske-München (1397)                                                                   | Viljem III. (1375-1435) vojvoda Bavarske-München (1397)                                                                   |  |  | | | | | | |  |  |  |  |  |  |  |  |  |  |  |  |  |  |  |  |  |  |  |  |  |  |  |  |  |  |  |  |  |  |  |  |  |  |
| | | | | | |  |  | | | | | | |  |  | | | | | | |  |  | | | | | | |  |  | | | | | | |  |  | | | | | | |  |  |  |  |  |  |  |  |  |  |  |  |  |  |  |  |  |  |  |  |  |  |  |  |  |  |  |  |  |  |  |  |  |  |
| Ludvik VIII. (1403-1445) vojvoda Bavarske-Ingolstadt (1443) | Ludvik VIII. (1403-1445) vojvoda Bavarske-Ingolstadt (1443) | Ludvik VIII. (1403-1445) vojvoda Bavarske-Ingolstadt (1443) | Ludvik VIII. (1403-1445) vojvoda Bavarske-Ingolstadt (1443) | Ludvik VIII. (1403-1445) vojvoda Bavarske-Ingolstadt (1443) | Ludvik VIII. (1403-1445) vojvoda Bavarske-Ingolstadt (1443) |  |  | Ludvik IX. Bogati (1417-1479) vojvoda Bavarske-Landshut (1450) | Ludvik IX. Bogati (1417-1479) vojvoda Bavarske-Landshut (1450) | Ludvik IX. Bogati (1417-1479) vojvoda Bavarske-Landshut (1450) | Ludvik IX. Bogati (1417-1479) vojvoda Bavarske-Landshut (1450) | Ludvik IX. Bogati (1417-1479) vojvoda Bavarske-Landshut (1450) | Ludvik IX. Bogati (1417-1479) vojvoda Bavarske-Landshut (1450) |  |  | | | | | | |  |  | Albert III. Pobožni (1401-1460) vojvoda Bavarske- München (1438)                                                                   | Albert III. Pobožni (1401-1460) vojvoda Bavarske- München (1438)                                                                   | Albert III. Pobožni (1401-1460) vojvoda Bavarske- München (1438)                                                                   | Albert III. Pobožni (1401-1460) vojvoda Bavarske- München (1438)                                                                   | Albert III. Pobožni (1401-1460) vojvoda Bavarske- München (1438)                                                                   | Albert III. Pobožni (1401-1460) vojvoda Bavarske- München (1438)                                                                   |  |  | | | | | | |  |  | | | | | | |  |  |  |  |  |  |  |  |  |  |  |  |  |  |  |  |  |  |  |  |  |  |  |  |  |  |  |  |  |  |  |  |  |  |
| Ludvik VIII. (1403-1445) vojvoda Bavarske-Ingolstadt (1443) | Ludvik VIII. (1403-1445) vojvoda Bavarske-Ingolstadt (1443) | Ludvik VIII. (1403-1445) vojvoda Bavarske-Ingolstadt (1443) | Ludvik VIII. (1403-1445) vojvoda Bavarske-Ingolstadt (1443) | Ludvik VIII. (1403-1445) vojvoda Bavarske-Ingolstadt (1443) | Ludvik VIII. (1403-1445) vojvoda Bavarske-Ingolstadt (1443) |  |  | Ludvik IX. Bogati (1417-1479) vojvoda Bavarske-Landshut (1450) | Ludvik IX. Bogati (1417-1479) vojvoda Bavarske-Landshut (1450) | Ludvik IX. Bogati (1417-1479) vojvoda Bavarske-Landshut (1450) | Ludvik IX. Bogati (1417-1479) vojvoda Bavarske-Landshut (1450) | Ludvik IX. Bogati (1417-1479) vojvoda Bavarske-Landshut (1450) | Ludvik IX. Bogati (1417-1479) vojvoda Bavarske-Landshut (1450) |  |  | | | | | | |  |  | Albert III. Pobožni (1401-1460) vojvoda Bavarske- München (1438)                                                                   | Albert III. Pobožni (1401-1460) vojvoda Bavarske- München (1438)                                                                   | Albert III. Pobožni (1401-1460) vojvoda Bavarske- München (1438)                                                                   | Albert III. Pobožni (1401-1460) vojvoda Bavarske- München (1438)                                                                   | Albert III. Pobožni (1401-1460) vojvoda Bavarske- München (1438)                                                                   | Albert III. Pobožni (1401-1460) vojvoda Bavarske- München (1438)                                                                   |  |  | | | | | | |  |  | | | | | | |  |  |  |  |  |  |  |  |  |  |  |  |  |  |  |  |  |  |  |  |  |  |  |  |  |  |  |  |  |  |  |  |  |  |
| | | | | | |  |  | | | | | | |  |  | | | | | | |  |  | | | | | | |  |  | | | | | | |  |  | | | | | | |  |  |  |  |  |  |  |  |  |  |  |  |  |  |  |  |  |  |  |  |  |  |  |  |  |  |  |  |  |  |  |  |  |  |
| Jurij Bogati (1455-1503) vojvoda Bavarske-Landshut (1479) ∞ Hedvika Jagelonska, hči poljskega kralja Kazimirja IV.                                                        | Jurij Bogati (1455-1503) vojvoda Bavarske-Landshut (1479) ∞ Hedvika Jagelonska, hči poljskega kralja Kazimirja IV.                                                        | Jurij Bogati (1455-1503) vojvoda Bavarske-Landshut (1479) ∞ Hedvika Jagelonska, hči poljskega kralja Kazimirja IV.                                                        | Jurij Bogati (1455-1503) vojvoda Bavarske-Landshut (1479) ∞ Hedvika Jagelonska, hči poljskega kralja Kazimirja IV.                                                        | Jurij Bogati (1455-1503) vojvoda Bavarske-Landshut (1479) ∞ Hedvika Jagelonska, hči poljskega kralja Kazimirja IV.                                                        | Jurij Bogati (1455-1503) vojvoda Bavarske-Landshut (1479) ∞ Hedvika Jagelonska, hči poljskega kralja Kazimirja IV.                                                        |  |  | Ivan IV. (1437-1463) vojvoda Bavarske-München (1460) | Ivan IV. (1437-1463) vojvoda Bavarske-München (1460) | Ivan IV. (1437-1463) vojvoda Bavarske-München (1460) | Ivan IV. (1437-1463) vojvoda Bavarske-München (1460) | Ivan IV. (1437-1463) vojvoda Bavarske-München (1460) | Ivan IV. (1437-1463) vojvoda Bavarske-München (1460) |  |  | Sigismund (1439-1501) vojvoda Bavarske-München (1460-67), kasneje Bavarske-Dachau                                        | Sigismund (1439-1501) vojvoda Bavarske-München (1460-67), kasneje Bavarske-Dachau                                        | Sigismund (1439-1501) vojvoda Bavarske-München (1460-67), kasneje Bavarske-Dachau                                        | Sigismund (1439-1501) vojvoda Bavarske-München (1460-67), kasneje Bavarske-Dachau                                        | Sigismund (1439-1501) vojvoda Bavarske-München (1460-67), kasneje Bavarske-Dachau                                        | Sigismund (1439-1501) vojvoda Bavarske-München (1460-67), kasneje Bavarske-Dachau                                        |  |  | Albert IV. Modri (1447-1508) vojvoda Bavarske- München (1465-1504/05), kasneje bavarski v. ∞ Kunigunda, hči cesarja Friderika III. | Albert IV. Modri (1447-1508) vojvoda Bavarske- München (1465-1504/05), kasneje bavarski v. ∞ Kunigunda, hči cesarja Friderika III. | Albert IV. Modri (1447-1508) vojvoda Bavarske- München (1465-1504/05), kasneje bavarski v. ∞ Kunigunda, hči cesarja Friderika III. | Albert IV. Modri (1447-1508) vojvoda Bavarske- München (1465-1504/05), kasneje bavarski v. ∞ Kunigunda, hči cesarja Friderika III. | Albert IV. Modri (1447-1508) vojvoda Bavarske- München (1465-1504/05), kasneje bavarski v. ∞ Kunigunda, hči cesarja Friderika III. | Albert IV. Modri (1447-1508) vojvoda Bavarske- München (1465-1504/05), kasneje bavarski v. ∞ Kunigunda, hči cesarja Friderika III. |  |  | | | | | | |  |  | | | | | | |  |  |  |  |  |  |  |  |  |  |  |  |  |  |  |  |  |  |  |  |  |  |  |  |  |  |  |  |  |  |  |  |  |  |
| Jurij Bogati (1455-1503) vojvoda Bavarske-Landshut (1479) ∞ Hedvika Jagelonska, hči poljskega kralja Kazimirja IV.                                                        | Jurij Bogati (1455-1503) vojvoda Bavarske-Landshut (1479) ∞ Hedvika Jagelonska, hči poljskega kralja Kazimirja IV.                                                        | Jurij Bogati (1455-1503) vojvoda Bavarske-Landshut (1479) ∞ Hedvika Jagelonska, hči poljskega kralja Kazimirja IV.                                                        | Jurij Bogati (1455-1503) vojvoda Bavarske-Landshut (1479) ∞ Hedvika Jagelonska, hči poljskega kralja Kazimirja IV.                                                        | Jurij Bogati (1455-1503) vojvoda Bavarske-Landshut (1479) ∞ Hedvika Jagelonska, hči poljskega kralja Kazimirja IV.                                                        | Jurij Bogati (1455-1503) vojvoda Bavarske-Landshut (1479) ∞ Hedvika Jagelonska, hči poljskega kralja Kazimirja IV.                                                        |  |  | Ivan IV. (1437-1463) vojvoda Bavarske-München (1460) | Ivan IV. (1437-1463) vojvoda Bavarske-München (1460) | Ivan IV. (1437-1463) vojvoda Bavarske-München (1460) | Ivan IV. (1437-1463) vojvoda Bavarske-München (1460) | Ivan IV. (1437-1463) vojvoda Bavarske-München (1460) | Ivan IV. (1437-1463) vojvoda Bavarske-München (1460) |  |  | Sigismund (1439-1501) vojvoda Bavarske-München (1460-67), kasneje Bavarske-Dachau                                        | Sigismund (1439-1501) vojvoda Bavarske-München (1460-67), kasneje Bavarske-Dachau                                        | Sigismund (1439-1501) vojvoda Bavarske-München (1460-67), kasneje Bavarske-Dachau                                        | Sigismund (1439-1501) vojvoda Bavarske-München (1460-67), kasneje Bavarske-Dachau                                        | Sigismund (1439-1501) vojvoda Bavarske-München (1460-67), kasneje Bavarske-Dachau                                        | Sigismund (1439-1501) vojvoda Bavarske-München (1460-67), kasneje Bavarske-Dachau                                        |  |  | Albert IV. Modri (1447-1508) vojvoda Bavarske- München (1465-1504/05), kasneje bavarski v. ∞ Kunigunda, hči cesarja Friderika III. | Albert IV. Modri (1447-1508) vojvoda Bavarske- München (1465-1504/05), kasneje bavarski v. ∞ Kunigunda, hči cesarja Friderika III. | Albert IV. Modri (1447-1508) vojvoda Bavarske- München (1465-1504/05), kasneje bavarski v. ∞ Kunigunda, hči cesarja Friderika III. | Albert IV. Modri (1447-1508) vojvoda Bavarske- München (1465-1504/05), kasneje bavarski v. ∞ Kunigunda, hči cesarja Friderika III. | Albert IV. Modri (1447-1508) vojvoda Bavarske- München (1465-1504/05), kasneje bavarski v. ∞ Kunigunda, hči cesarja Friderika III. | Albert IV. Modri (1447-1508) vojvoda Bavarske- München (1465-1504/05), kasneje bavarski v. ∞ Kunigunda, hči cesarja Friderika III. |  |  | | | | | | |  |  | | | | | | |  |  |  |  |  |  |  |  |  |  |  |  |  |  |  |  |  |  |  |  |  |  |  |  |  |  |  |  |  |  |  |  |  |  |
| | | | | | |  |  | | | | | | |  |  | | | | | | |  |  | | | | | | |  |  | | | | | | |  |  | | | | | | |  |  |  |  |  |  |  |  |  |  |  |  |  |  |  |  |  |  |  |  |  |  |  |  |  |  |  |  |  |  |  |  |  |  |
| | | | | | |  |  | | | | | | |  |  | Viljem IV. (1493-1550) bavarski vojvoda (1508)                                                                           | Viljem IV. (1493-1550) bavarski vojvoda (1508)                                                                           | Viljem IV. (1493-1550) bavarski vojvoda (1508)                                                                           | Viljem IV. (1493-1550) bavarski vojvoda (1508)                                                                           | Viljem IV. (1493-1550) bavarski vojvoda (1508)                                                                           | Viljem IV. (1493-1550) bavarski vojvoda (1508)                                                                           |  |  | Ludvik X. (1495-1545) vojvoda v Landshutu (1514/16)                                                                                | Ludvik X. (1495-1545) vojvoda v Landshutu (1514/16)                                                                                | Ludvik X. (1495-1545) vojvoda v Landshutu (1514/16)                                                                                | Ludvik X. (1495-1545) vojvoda v Landshutu (1514/16)                                                                                | Ludvik X. (1495-1545) vojvoda v Landshutu (1514/16)                                                                                | Ludvik X. (1495-1545) vojvoda v Landshutu (1514/16)                                                                                |  |  | | | | | | |  |  | | | | | | |  |  |  |  |  |  |  |  |  |  |  |  |  |  |  |  |  |  |  |  |  |  |  |  |  |  |  |  |  |  |  |  |  |  |
| | | | | | |  |  | | | | | | |  |  | Viljem IV. (1493-1550) bavarski vojvoda (1508)                                                                           | Viljem IV. (1493-1550) bavarski vojvoda (1508)                                                                           | Viljem IV. (1493-1550) bavarski vojvoda (1508)                                                                           | Viljem IV. (1493-1550) bavarski vojvoda (1508)                                                                           | Viljem IV. (1493-1550) bavarski vojvoda (1508)                                                                           | Viljem IV. (1493-1550) bavarski vojvoda (1508)                                                                           |  |  | Ludvik X. (1495-1545) vojvoda v Landshutu (1514/16)                                                                                | Ludvik X. (1495-1545) vojvoda v Landshutu (1514/16)                                                                                | Ludvik X. (1495-1545) vojvoda v Landshutu (1514/16)                                                                                | Ludvik X. (1495-1545) vojvoda v Landshutu (1514/16)                                                                                | Ludvik X. (1495-1545) vojvoda v Landshutu (1514/16)                                                                                | Ludvik X. (1495-1545) vojvoda v Landshutu (1514/16)                                                                                |  |  | | | | | | |  |  | | | | | | |  |  |  |  |  |  |  |  |  |  |  |  |  |  |  |  |  |  |  |  |  |  |  |  |  |  |  |  |  |  |  |  |  |  |
| | | | | | |  |  | | | | | | |  |  | Albert V. (1528-79) bavarski vojvoda (1550) ∞ Ana, hči cesarja Ferdinanda                                                | | | | | |  |  | | | | | | |  |  | | | | | | |  |  | | | | | | |  |  |  |  |  |  |  |  |  |  |  |  |  |  |  |  |  |  |  |  |  |  |  |  |  |  |  |  |  |  |  |  |  |  |
| | | | | | |  |  | | | | | | |  |  | | | | | | |  |  | | | | | | |  |  | | | | | | |  |  | | | | | | |  |  |  |  |  |  |  |  |  |  |  |  |  |  |  |  |  |  |  |  |  |  |  |  |  |  |  |  |  |  |  |  |  |  |
| | | | | | |  |  | | | | | | |  |  | | | | | | |  |  | | | | | | |  |  | | | | | | |  |  | | | | | | |  |  |  |  |  |  |  |  |  |  |  |  |  |  |  |  |  |  |  |  |  |  |  |  |  |  |  |  |  |  |  |  |  |  |
| | | | | | |  |  | Viljem V. (1548-1626) bavarski vojvoda (1579-97) | Viljem V. (1548-1626) bavarski vojvoda (1579-97) | Viljem V. (1548-1626) bavarski vojvoda (1579-97) | Viljem V. (1548-1626) bavarski vojvoda (1579-97) | Viljem V. (1548-1626) bavarski vojvoda (1579-97) | Viljem V. (1548-1626) bavarski vojvoda (1579-97) |  |  | Ernest (1554-1612) freisinški (1566), hildesheimski (1573) in lièški škof (1581), kölnski nadškof in volilni knez (1583) | Ernest (1554-1612) freisinški (1566), hildesheimski (1573) in lièški škof (1581), kölnski nadškof in volilni knez (1583) | Ernest (1554-1612) freisinški (1566), hildesheimski (1573) in lièški škof (1581), kölnski nadškof in volilni knez (1583) | Ernest (1554-1612) freisinški (1566), hildesheimski (1573) in lièški škof (1581), kölnski nadškof in volilni knez (1583) | Ernest (1554-1612) freisinški (1566), hildesheimski (1573) in lièški škof (1581), kölnski nadškof in volilni knez (1583) | Ernest (1554-1612) freisinški (1566), hildesheimski (1573) in lièški škof (1581), kölnski nadškof in volilni knez (1583) |  |  | | | | | | |  |  | | | | | | |  |  | | | | | | |  |  |  |  |  |  |  |  |  |  |  |  |  |  |  |  |  |  |  |  |  |  |  |  |  |  |  |  |  |  |  |  |  |  |
| | | | | | |  |  | Viljem V. (1548-1626) bavarski vojvoda (1579-97) | Viljem V. (1548-1626) bavarski vojvoda (1579-97) | Viljem V. (1548-1626) bavarski vojvoda (1579-97) | Viljem V. (1548-1626) bavarski vojvoda (1579-97) | Viljem V. (1548-1626) bavarski vojvoda (1579-97) | Viljem V. (1548-1626) bavarski vojvoda (1579-97) |  |  | Ernest (1554-1612) freisinški (1566), hildesheimski (1573) in lièški škof (1581), kölnski nadškof in volilni knez (1583) | Ernest (1554-1612) freisinški (1566), hildesheimski (1573) in lièški škof (1581), kölnski nadškof in volilni knez (1583) | Ernest (1554-1612) freisinški (1566), hildesheimski (1573) in lièški škof (1581), kölnski nadškof in volilni knez (1583) | Ernest (1554-1612) freisinški (1566), hildesheimski (1573) in lièški škof (1581), kölnski nadškof in volilni knez (1583) | Ernest (1554-1612) freisinški (1566), hildesheimski (1573) in lièški škof (1581), kölnski nadškof in volilni knez (1583) | Ernest (1554-1612) freisinški (1566), hildesheimski (1573) in lièški škof (1581), kölnski nadškof in volilni knez (1583) |  |  | | | | | | |  |  | | | | | | |  |  | | | | | | |  |  |  |  |  |  |  |  |  |  |  |  |  |  |  |  |  |  |  |  |  |  |  |  |  |  |  |  |  |  |  |  |  |  |
| | | | | | |  |  | | | | | | |  |  | | | | | | |  |  | | | | | | |  |  | | | | | | |  |  | | | | | | |  |  |  |  |  |  |  |  |  |  |  |  |  |  |  |  |  |  |  |  |  |  |  |  |  |  |  |  |  |  |  |  |  |  |
| Maksimilijan I. (1573-1651) bavarski vojvoda (1597), volilni knez (1623) ∞ (2) Marija Ana, hči cesarja Ferdinanda II.                                                     | Maksimilijan I. (1573-1651) bavarski vojvoda (1597), volilni knez (1623) ∞ (2) Marija Ana, hči cesarja Ferdinanda II.                                                     | Maksimilijan I. (1573-1651) bavarski vojvoda (1597), volilni knez (1623) ∞ (2) Marija Ana, hči cesarja Ferdinanda II.                                                     | Maksimilijan I. (1573-1651) bavarski vojvoda (1597), volilni knez (1623) ∞ (2) Marija Ana, hči cesarja Ferdinanda II.                                                     | Maksimilijan I. (1573-1651) bavarski vojvoda (1597), volilni knez (1623) ∞ (2) Marija Ana, hči cesarja Ferdinanda II.                                                     | Maksimilijan I. (1573-1651) bavarski vojvoda (1597), volilni knez (1623) ∞ (2) Marija Ana, hči cesarja Ferdinanda II.                                                     |  |  | Ferdinand (1577-1650) lièški, münsterski, hildesheimski (1612) in paderbornski (1618) škof, kölnski nadškof in volilni knez (1612)                                                                                     | Ferdinand (1577-1650) lièški, münsterski, hildesheimski (1612) in paderbornski (1618) škof, kölnski nadškof in volilni knez (1612)                                                                                     | Ferdinand (1577-1650) lièški, münsterski, hildesheimski (1612) in paderbornski (1618) škof, kölnski nadškof in volilni knez (1612)                                                                                     | Ferdinand (1577-1650) lièški, münsterski, hildesheimski (1612) in paderbornski (1618) škof, kölnski nadškof in volilni knez (1612)                                                                                     | Ferdinand (1577-1650) lièški, münsterski, hildesheimski (1612) in paderbornski (1618) škof, kölnski nadškof in volilni knez (1612) | Ferdinand (1577-1650) lièški, münsterski, hildesheimski (1612) in paderbornski (1618) škof, kölnski nadškof in volilni knez (1612)                                                                                     |  |  | | | | | | |  |  | | | | | | |  |  | | | | | | |  |  | | | | | | |  |  |  |  |  |  |  |  |  |  |  |  |  |  |  |  |  |  |  |  |  |  |  |  |  |  |  |  |  |  |  |  |  |  |
| Maksimilijan I. (1573-1651) bavarski vojvoda (1597), volilni knez (1623) ∞ (2) Marija Ana, hči cesarja Ferdinanda II.                                                     | Maksimilijan I. (1573-1651) bavarski vojvoda (1597), volilni knez (1623) ∞ (2) Marija Ana, hči cesarja Ferdinanda II.                                                     | Maksimilijan I. (1573-1651) bavarski vojvoda (1597), volilni knez (1623) ∞ (2) Marija Ana, hči cesarja Ferdinanda II.                                                     | Maksimilijan I. (1573-1651) bavarski vojvoda (1597), volilni knez (1623) ∞ (2) Marija Ana, hči cesarja Ferdinanda II.                                                     | Maksimilijan I. (1573-1651) bavarski vojvoda (1597), volilni knez (1623) ∞ (2) Marija Ana, hči cesarja Ferdinanda II.                                                     | Maksimilijan I. (1573-1651) bavarski vojvoda (1597), volilni knez (1623) ∞ (2) Marija Ana, hči cesarja Ferdinanda II.                                                     |  |  | Ferdinand (1577-1650) lièški, münsterski, hildesheimski (1612) in paderbornski (1618) škof, kölnski nadškof in volilni knez (1612)                                                                                     | Ferdinand (1577-1650) lièški, münsterski, hildesheimski (1612) in paderbornski (1618) škof, kölnski nadškof in volilni knez (1612)                                                                                     | Ferdinand (1577-1650) lièški, münsterski, hildesheimski (1612) in paderbornski (1618) škof, kölnski nadškof in volilni knez (1612)                                                                                     | Ferdinand (1577-1650) lièški, münsterski, hildesheimski (1612) in paderbornski (1618) škof, kölnski nadškof in volilni knez (1612)                                                                                     | Ferdinand (1577-1650) lièški, münsterski, hildesheimski (1612) in paderbornski (1618) škof, kölnski nadškof in volilni knez (1612) | Ferdinand (1577-1650) lièški, münsterski, hildesheimski (1612) in paderbornski (1618) škof, kölnski nadškof in volilni knez (1612)                                                                                     |  |  | | | | | | |  |  | | | | | | |  |  | | | | | | |  |  | | | | | | |  |  |  |  |  |  |  |  |  |  |  |  |  |  |  |  |  |  |  |  |  |  |  |  |  |  |  |  |  |  |  |  |  |  |
| Ferdinand Marija (1636-1679) bavarski volilni knez (1651) | | | | | |  |  | | | | | | |  |  | | | | | | |  |  | | | | | | |  |  | | | | | | |  |  | | | | | | |  |  |  |  |  |  |  |  |  |  |  |  |  |  |  |  |  |  |  |  |  |  |  |  |  |  |  |  |  |  |  |  |  |  |
| | | | | | |  |  | | | | | | |  |  | | | | | | |  |  | | | | | | |  |  | | | | | | |  |  | | | | | | |  |  |  |  |  |  |  |  |  |  |  |  |  |  |  |  |  |  |  |  |  |  |  |  |  |  |  |  |  |  |  |  |  |  |
| | | | | | |  |  | | | | | | |  |  | | | | | | |  |  | | | | | | |  |  | | | | | | |  |  | | | | | | |  |  |  |  |  |  |  |  |  |  |  |  |  |  |  |  |  |  |  |  |  |  |  |  |  |  |  |  |  |  |  |  |  |  |
| Maksimilijan II. Emanuel (1662-1726) bavarski volilni knez (1679) | Maksimilijan II. Emanuel (1662-1726) bavarski volilni knez (1679) | Maksimilijan II. Emanuel (1662-1726) bavarski volilni knez (1679) | Maksimilijan II. Emanuel (1662-1726) bavarski volilni knez (1679) | Maksimilijan II. Emanuel (1662-1726) bavarski volilni knez (1679) | Maksimilijan II. Emanuel (1662-1726) bavarski volilni knez (1679) |  |  | Jožef Klemen (1671-1723) freisinški (1684-94), regensburški (1685-1717), lièški (1694) in hildesheimski (1714) škof, kölnski nadškof in volilni knez (1688)                                                            | Jožef Klemen (1671-1723) freisinški (1684-94), regensburški (1685-1717), lièški (1694) in hildesheimski (1714) škof, kölnski nadškof in volilni knez (1688)                                                            | Jožef Klemen (1671-1723) freisinški (1684-94), regensburški (1685-1717), lièški (1694) in hildesheimski (1714) škof, kölnski nadškof in volilni knez (1688)                                                            | Jožef Klemen (1671-1723) freisinški (1684-94), regensburški (1685-1717), lièški (1694) in hildesheimski (1714) škof, kölnski nadškof in volilni knez (1688)                                                            | Jožef Klemen (1671-1723) freisinški (1684-94), regensburški (1685-1717), lièški (1694) in hildesheimski (1714) škof, kölnski nadškof in volilni knez (1688)                                                                                         | Jožef Klemen (1671-1723) freisinški (1684-94), regensburški (1685-1717), lièški (1694) in hildesheimski (1714) škof, kölnski nadškof in volilni knez (1688)                                                            |  |  | | | | | | |  |  | | | | | | |  |  | | | | | | |  |  | | | | | | |  |  |  |  |  |  |  |  |  |  |  |  |  |  |  |  |  |  |  |  |  |  |  |  |  |  |  |  |  |  |  |  |  |  |
| Maksimilijan II. Emanuel (1662-1726) bavarski volilni knez (1679) | Maksimilijan II. Emanuel (1662-1726) bavarski volilni knez (1679) | Maksimilijan II. Emanuel (1662-1726) bavarski volilni knez (1679) | Maksimilijan II. Emanuel (1662-1726) bavarski volilni knez (1679) | Maksimilijan II. Emanuel (1662-1726) bavarski volilni knez (1679) | Maksimilijan II. Emanuel (1662-1726) bavarski volilni knez (1679) |  |  | Jožef Klemen (1671-1723) freisinški (1684-94), regensburški (1685-1717), lièški (1694) in hildesheimski (1714) škof, kölnski nadškof in volilni knez (1688)                                                            | Jožef Klemen (1671-1723) freisinški (1684-94), regensburški (1685-1717), lièški (1694) in hildesheimski (1714) škof, kölnski nadškof in volilni knez (1688)                                                            | Jožef Klemen (1671-1723) freisinški (1684-94), regensburški (1685-1717), lièški (1694) in hildesheimski (1714) škof, kölnski nadškof in volilni knez (1688)                                                            | Jožef Klemen (1671-1723) freisinški (1684-94), regensburški (1685-1717), lièški (1694) in hildesheimski (1714) škof, kölnski nadškof in volilni knez (1688)                                                            | Jožef Klemen (1671-1723) freisinški (1684-94), regensburški (1685-1717), lièški (1694) in hildesheimski (1714) škof, kölnski nadškof in volilni knez (1688)                                                                                         | Jožef Klemen (1671-1723) freisinški (1684-94), regensburški (1685-1717), lièški (1694) in hildesheimski (1714) škof, kölnski nadškof in volilni knez (1688)                                                            |  |  | | | | | | |  |  | | | | | | |  |  | | | | | | |  |  | | | | | | |  |  |  |  |  |  |  |  |  |  |  |  |  |  |  |  |  |  |  |  |  |  |  |  |  |  |  |  |  |  |  |  |  |  |
| | | | | | |  |  | | | | | | |  |  | | | | | | |  |  | | | | | | |  |  | | | | | | |  |  | | | | | | |  |  |  |  |  |  |  |  |  |  |  |  |  |  |  |  |  |  |  |  |  |  |  |  |  |  |  |  |  |  |  |  |  |  |
| Karel VII. Albert (1697-1745) bavarski volilni knez (1726), češki kralj (1741), cesar (1742) ∞ Marija Amalija, hči cesarja Jožefa I.                                      | Karel VII. Albert (1697-1745) bavarski volilni knez (1726), češki kralj (1741), cesar (1742) ∞ Marija Amalija, hči cesarja Jožefa I.                                      | Karel VII. Albert (1697-1745) bavarski volilni knez (1726), češki kralj (1741), cesar (1742) ∞ Marija Amalija, hči cesarja Jožefa I.                                      | Karel VII. Albert (1697-1745) bavarski volilni knez (1726), češki kralj (1741), cesar (1742) ∞ Marija Amalija, hči cesarja Jožefa I.                                      | Karel VII. Albert (1697-1745) bavarski volilni knez (1726), češki kralj (1741), cesar (1742) ∞ Marija Amalija, hči cesarja Jožefa I.                                      | Karel VII. Albert (1697-1745) bavarski volilni knez (1726), češki kralj (1741), cesar (1742) ∞ Marija Amalija, hči cesarja Jožefa I.                                      |  |  | Klemen Avgust(1700-1761) regensburški (1716-19), münstrski, paderbornski (1719), hildesheimski (1724) in osnabrüški (1728) škof, kölnski nadškof in volilni knez (1688), veliki mojster nemškega viteškega reda (1732) | Klemen Avgust(1700-1761) regensburški (1716-19), münstrski, paderbornski (1719), hildesheimski (1724) in osnabrüški (1728) škof, kölnski nadškof in volilni knez (1688), veliki mojster nemškega viteškega reda (1732) | Klemen Avgust(1700-1761) regensburški (1716-19), münstrski, paderbornski (1719), hildesheimski (1724) in osnabrüški (1728) škof, kölnski nadškof in volilni knez (1688), veliki mojster nemškega viteškega reda (1732) | Klemen Avgust(1700-1761) regensburški (1716-19), münstrski, paderbornski (1719), hildesheimski (1724) in osnabrüški (1728) škof, kölnski nadškof in volilni knez (1688), veliki mojster nemškega viteškega reda (1732) | Klemen Avgust(1700-1761) regensburški (1716-19), münstrski, paderbornski (1719), hildesheimski (1724) in osnabrüški (1728) škof, kölnski nadškof in volilni knez (1688), veliki mojster nemškega viteškega reda (1732)                              | Klemen Avgust(1700-1761) regensburški (1716-19), münstrski, paderbornski (1719), hildesheimski (1724) in osnabrüški (1728) škof, kölnski nadškof in volilni knez (1688), veliki mojster nemškega viteškega reda (1732) |  |  | | | | | | |  |  | | | | | | |  |  | | | | | | |  |  | | | | | | |  |  |  |  |  |  |  |  |  |  |  |  |  |  |  |  |  |  |  |  |  |  |  |  |  |  |  |  |  |  |  |  |  |  |
| Karel VII. Albert (1697-1745) bavarski volilni knez (1726), češki kralj (1741), cesar (1742) ∞ Marija Amalija, hči cesarja Jožefa I.                                      | Karel VII. Albert (1697-1745) bavarski volilni knez (1726), češki kralj (1741), cesar (1742) ∞ Marija Amalija, hči cesarja Jožefa I.                                      | Karel VII. Albert (1697-1745) bavarski volilni knez (1726), češki kralj (1741), cesar (1742) ∞ Marija Amalija, hči cesarja Jožefa I.                                      | Karel VII. Albert (1697-1745) bavarski volilni knez (1726), češki kralj (1741), cesar (1742) ∞ Marija Amalija, hči cesarja Jožefa I.                                      | Karel VII. Albert (1697-1745) bavarski volilni knez (1726), češki kralj (1741), cesar (1742) ∞ Marija Amalija, hči cesarja Jožefa I.                                      | Karel VII. Albert (1697-1745) bavarski volilni knez (1726), češki kralj (1741), cesar (1742) ∞ Marija Amalija, hči cesarja Jožefa I.                                      |  |  | Klemen Avgust(1700-1761) regensburški (1716-19), münstrski, paderbornski (1719), hildesheimski (1724) in osnabrüški (1728) škof, kölnski nadškof in volilni knez (1688), veliki mojster nemškega viteškega reda (1732) | Klemen Avgust(1700-1761) regensburški (1716-19), münstrski, paderbornski (1719), hildesheimski (1724) in osnabrüški (1728) škof, kölnski nadškof in volilni knez (1688), veliki mojster nemškega viteškega reda (1732) | Klemen Avgust(1700-1761) regensburški (1716-19), münstrski, paderbornski (1719), hildesheimski (1724) in osnabrüški (1728) škof, kölnski nadškof in volilni knez (1688), veliki mojster nemškega viteškega reda (1732) | Klemen Avgust(1700-1761) regensburški (1716-19), münstrski, paderbornski (1719), hildesheimski (1724) in osnabrüški (1728) škof, kölnski nadškof in volilni knez (1688), veliki mojster nemškega viteškega reda (1732) | Klemen Avgust(1700-1761) regensburški (1716-19), münstrski, paderbornski (1719), hildesheimski (1724) in osnabrüški (1728) škof, kölnski nadškof in volilni knez (1688), veliki mojster nemškega viteškega reda (1732)                              | Klemen Avgust(1700-1761) regensburški (1716-19), münstrski, paderbornski (1719), hildesheimski (1724) in osnabrüški (1728) škof, kölnski nadškof in volilni knez (1688), veliki mojster nemškega viteškega reda (1732) |  |  | | | | | | |  |  | | | | | | |  |  | | | | | | |  |  | | | | | | |  |  |  |  |  |  |  |  |  |  |  |  |  |  |  |  |  |  |  |  |  |  |  |  |  |  |  |  |  |  |  |  |  |  |
| Maksimilijan III. Jožef (1727-77) bavarski volilni knez (1745) | | | | | |  |  | | | | | | |  |  | | | | | | |  |  | | | | | | |  |  | | | | | | |  |  | | | | | | |  |  |  |  |  |  |  |  |  |  |  |  |  |  |  |  |  |  |  |  |  |  |  |  |  |  |  |  |  |  |  |  |  |  |

#### Bavarska v času cesarja Ludvika IV.
Nemški kralj in cesar Ludvik IV., zgornjebavarski in po letu 1340 bavarski vojvoda, je s premišljenimi porokami, dedovanji in podelitvami za rodbino pridobil številna nova ozemlja:
- leta 1323 mejno grofijo Brandenburg (kjer je izumrla rodbina Askanijcev), ki jo je kot nemški kralj podelil v fevd svojemu tedaj osemletnemu sinu Ludviku V.; s tem je dobil tudi brandenburški volilni glas;
- leta 1342 Tirolsko, tako da je sina Ludvika V. poročil z Margareto, po smrti očeta Henrika VI. Koroškega (†1335) dedinjo Tirolske;
- leta 1345 grofije Holandijo, Zelandijo in Hainaut, ki jih je podedovala njegova druga žena Margareta po svojem očetu Viljemu III., grofu Holandije in Hainauta;
- Spodnjo Bavarsko je podedoval leta 1340 po smrti vojvode Henrika XIV. in njegovega mladoletnega sina Ivana. Bavarsko posest je tako, po delitvi leta 1255, spet združil.

#### Delitev Bavarske leta 1349
Dve leti po smrti cesarja Ludvika IV. si je njegovih šest sinov razdelilo očetovo dediščino, ki je obsegala poleg Bavarske še Holandijo, Hainaut, Frizijo, Zelandijo, Brandenburg in Tirolsko:
Zgornjo Bavarsko, Brandenburg in Tirolsko so dobili najstarejši sin Ludvik V. in njegova polbrata iz očetovega drugega zakona, Ludvik VI. in Oton V.; brat Štefan II. in polbrata Viljem I. in Albert I. so dobili Spodnjo Bavarsko in nizozemske grofije. Že leta 1351 pa je Ludvik V. prepustil Brandenburg svojima polbratoma Ludviku VI. in Otonu V., da bi lahko v zameno sam upravljal z Zgornjo Bavarsko.

#### Prerazdelitev ozemelj leta 1353. Izguba Brandenburga in Tirolske
Leta 1353 so si bratje Štefan II., Viljem I. in Albert I. posest med seboj ponovno razdelili: Štefan je dobil južni del Spodnje Bavarske z glavnim mestom Landshut in ustanovil vojvodino Bavarsko-Landshut. Viljem I. in Albert I. sta dobili nizozemske grofije in na Bavarskem »majhno deželico Straubing«.
Toda ozemlja zunaj vojvodine Bavarske, ki si jih je cesar Ludvik IV. prisvajal brez soglasja domačega plemstva in včasih tudi na silo, so Wittelsbachi spet izgubili:
Po smrti sina Ludvika V., Majnharda III. (†1363), je Zgornjo Bavarsko podedoval njegov stric Štefan II., Tirolsko pa je moral z mirom v Schärdingu (1369) prepustiti Habsburžanom. Leta 1373 je moral Oton V. pod pritiskom prodati Brandenburg z volilnim glasom vred svojemu tastu, cesarju Karlu IV.
Albertu I. (†1404) je v nizozemskih grofijah sledil sin Viljem II. (†1417). Po smrti Viljemovega brata Ivana III. (†1425), zadnjega moškega v veji, so si posest Straubing med seboj razdelile štiri bavarske veje, medtem ko so nizozemske grofije po nasledstvenih vojnah, ki so sledile, pristale v burgundskih rokah (1432). Edini Wittelsbachi, ki so tedaj še nadaljevali bavarsko vejo, so bili Štefanovi sinovi.

#### Delitev Bavarske leta 1392
Štefanovi sinovi Štefan III., Friderik in Ivan II. so po očetovi smrti sprva vladali skupaj, leta 1392 pa so si njegovo vladavino razdelili: Ivan II. (†1397) je dobil Bavarsko-München, Štefan III. (†1413) Bavarsko-Ingolstadt, Friderik (†1393) pa je prevzel vladanje zmanjšane vojvodine Bavarska-Landshut. 
Prvi je med brati umrl Friderik, moder in spravljiv knez, ki je bil tudi kandidat za nemškega kralja. Njegova rodovitna dežela je zadišala bratoma. Sprva sta se potegovala za skrbništvo nad Friderikovim mladoletnim sinom Henrikom XVI. Bogatim (1393-1450), ko pa je ta zrasel, so se sorodniki pogosto bojevali med seboj. 
Ingolstadtski vojvoda Ludvik VII. (†1447) je mnogo časa preživel na francoskem dvoru; njegova sestra Elizabeta je bila namreč poročena z duševno bolnim francoskim kraljem Karlom VI. in je ob pomoči brata prevzemala naloge vladanja. Doma se je Ludviku VII. s pomočjo sorodnikov uprl sin Ludvik VIII. (†1445) in spravil očeta v zapor. Ludvik VII. je umrl v ujetništvu Henrika XVI., ki si je prilastil njegovo vojvodino (Ludvik VIII. je brez naslednika umrl že pred očetom.)
Henriku XVI. sta v Landshutu sledila Ludvik IX. Bogati (1450-1479) in Jurij Bogati (1479-1503). Slednji je v oporoki zapustil vojvodino hčeri, kar je bilo v nasprotju z dogovorom v Paviji. Izbruhnila je landshutska nasledstvena vojna, ki se je končala šele z razsodbo cesarja Maksimilijana I. na državnem zboru v Kölnu, 30. julija 1505, ki je pomenila konec vojvodine Landshut: razdelili so jo med Bavarsko-München (največji del) in novoustanovljeno vojvodino Pfalz-Neuburg, namenjeno Jurijevima vnukoma; nekaj ozemlja sta dobila tudi cesar in mesto Nürnberg. Ozemlje »Stare Bavarske« je bilo sedaj spet združeno pod vodstvom münchenskega vojvode Alberta IV. Modrega. Albert je uzakonil rodbinsko pravilo, po katerem vojvodino v celoti deduje prvorojenec. Bavarska se odtlej ni več delila.

#### Posesti bavarske veje Wittelsbachov spet združene (1505)
Bavarski vojvoda Albert IV. Modri (†1508) se je takoj lotil povezovanja dežele: vpeljal je enotno valuto, ustanovil urade za upravljanje dežele. 
Njegov sin Viljem IV. (1508-1550) se je opredelil proti novi protestantski veri in se postavil na stran katoliških Habsburžanov. V deželo je pripeljal jezuite. Njegov brat Ludvik X. je leta 1526 na volitvah češkega kralja kandidiral prot Habsburžanu Ferdinandu I., a se je moral pred močnejšim tekmecem umakniti.
Viljema je nasledil sin Albert V. (1550-1579). Po koncu tridentinskega koncila je ostro nastopil proti protestantskim plemičem, ki so morali zapustiti deželo. Poročil se je z Ano, hčerko cesarja Ferdinanda I.
Njegov sin Viljem V. (1579-1597 , †1626), je jezuitom v Münchnu zgradil ogromno cerkev s samostanom. Cerkev je postala najbogatejši družbeni sloj. Jezuiti so obvladovali šolstvo, ki je bilo na visokem nivoju. V obrambi katolicizma je Viljem posegel tudi v Porenje, kjer je z vojsko pomagal ustoličiti svojega brata Ernesta (†1612), za nadškofa v Kölnu. Vpliv Wittelsbachov se je tako razširil tudi na območja izven Bavarske. Naslednjih 200 let so bili sinovi bavarskih knezov na čelu nadškofje Kölna (ki je imela volilni glas) in sosednjih škofij Lièga, Münstra, Hildesheima in občasno tudi Paderborna ali Osnabrücka. Bil pa je Viljem V. slab gospodar in je Bavarsko pripeljal v finančni polom; leta 1594 je vladanje prepustil sinu Maksimilijanu I. in leta 1597 odstopil z vojvodskega položaja.
Maksimilijan I. (1597-1651) je s skrbnim in doslednim gospodarjenjem ter upravnimi in pravosodnimi reformami hitro stabiliziral gospodarstvo. Postal je vodilna osebnost protireformacije in rekatolizacije v cesarstvu. V tridesetletni vojni se je boril na strani cesarja. Za zasluge je od cesarja prejel Zgornji Palatinat (Oberpfalz) in čast volilnega kneza. Bavarska je postala volilna kneževina. Poročen je bil s hčerko cesarja Ferdinanda III.
Maksimilijanov sin in naslednik Ferdinand Marija (1651-1679) se ni pustil pritegniti v nobeno vojno in je deželi zagotovil trideset let miru. Povsem drugačen je bil njegov sin Maksimilijan II. Emanuel (1679-1726). Za cesarja se je bojeval proti Turkom in v pfalški nasledstveni vojni proti Francozom, potem pa se je v španski nasledstveni vojni odločil za sodelovanje s Francozi. Z bojevanji je Bavarcem nakopal veliko gorja, a se ga vendarle spominjajo kot zgled baročnega junaka.
Maksimilijanov sin Karel VII. Albert (1726-1745) je nadaljeval očetovo politiko. Pridružil se je Franciji in Prusiji, ki Mariji Tereziji nista priznavali nasledstva v Habsburški monarhiji in ga kot zet cesarja Jožefa I. zahteval zase. V nasledstveni vojni, ki je sledila, je sprva dosegel uspehe (zasedba Zgornje Avstrije in Češke), dva dni po njegovem kronanju za cesarja Karla VII. (1742) pa so avstrijske čete ponovno zasedle München. Spor se je končal z njegovo smrtjo tri leta kasneje.
Nasprotno kot njegova prednika pa se sin Karla Alberta, Maksimilijan III. Jožef (1745-1777), ni vpletal v visoko politiko in se je v duhu razsvetljenega absolutizma posvetil notranjim reformam in gospodarstvu. V zakonu s sestrično Marijo Ano Zofijo Saško ni bilo otrok, pa tudi med drugimi bavarskimi Wittelsbachi ni bilo zakonitega naslednika. Volilno kneževino Bavarsko so leta 1777 podedovali pfalški Wittelsbachi. Wittelbaški rodbinski veji sta se po letu 1329 spet združili.

### Palatinska (pfalška) veja Wittelsbachov (1329-1777)

#### Rodbinsko drevo pfalške veje Wittelsbachov
V rodbinsko drevo so vključeni le glavni nosilci wittelsbaške oblasti. Volilni knezi so tiskani krepko. Pripadnost posameznim vejam je naznačena z barvami okvirjev in sicer:
- rdeča - veja Pfalz-Zweibrücken-Birkenfeld

| Rudolf I. (1274-1319) zgornjebavarski vojvoda in renski palatin (1294) ∞ Matilda, hči nemškega kralja Rudolfa I.                | | | | | |  |  | | | | | | |  |  | | | | | | | | | | | | | | | | | | |                                                                                              |                                                                                              |                                                                                              |                                                                                              |  |  |  |  |  |  |  |  |  |  |  |  |  |  |  |  |  |  |  |  |  |  |  |  |  |  |  |  |  |  |  |  |  |  |
| | | | | | |  |  | | | | | | |  |  | | | | | | | | | | | | | | | | | | |                                                                                              |                                                                                              |                                                                                              |                                                                                              |  |  |  |  |  |  |  |  |  |  |  |  |  |  |  |  |  |  |  |  |  |  |  |  |  |  |  |  |  |  |  |  |  |  |
| | | | | | |  |  | | | | | | |  |  | | | | | | | | | | | | | | | | | | |                                                                                              |                                                                                              |                                                                                              |                                                                                              |  |  |  |  |  |  |  |  |  |  |  |  |  |  |  |  |  |  |  |  |  |  |  |  |  |  |  |  |  |  |  |  |  |  |
| Adolf (1300-27) renski palatin (1319)                                                                                           | Adolf (1300-27) renski palatin (1319)                                                                                     | Adolf (1300-27) renski palatin (1319)                                                                                     | Adolf (1300-27) renski palatin (1319)                                                                                     | Adolf (1300-27) renski palatin (1319)                                                                                     | Adolf (1300-27) renski palatin (1319)                                                                                     |  |  | Rudolf II. (1306-53) renski palatin (1327) pfalški volilni knez (1329)                                             | Rudolf II. (1306-53) renski palatin (1327) pfalški volilni knez (1329)                                             | Rudolf II. (1306-53) renski palatin (1327) pfalški volilni knez (1329)                                             | Rudolf II. (1306-53) renski palatin (1327) pfalški volilni knez (1329)                                             | Rudolf II. (1306-53) renski palatin (1327) pfalški volilni knez (1329)                                             | Rudolf II. (1306-53) renski palatin (1327) pfalški volilni knez (1329)                                             |  |  | Rupert I. (1309-90) pfalški volilni knez (1353)                                                        | Rupert I. (1309-90) pfalški volilni knez (1353)                                                        | Rupert I. (1309-90) pfalški volilni knez (1353)                                                        | Rupert I. (1309-90) pfalški volilni knez (1353)                                                        | Rupert I. (1309-90) pfalški volilni knez (1353)                                                        | Rupert I. (1309-90) pfalški volilni knez (1353)                                                        | | | | | | | | | | | | |                                                                                              |                                                                                              |                                                                                              |                                                                                              |  |  |  |  |  |  |  |  |  |  |  |  |  |  |  |  |  |  |  |  |  |  |  |  |  |  |  |  |  |  |  |  |  |  |
| Adolf (1300-27) renski palatin (1319)                                                                                           | Adolf (1300-27) renski palatin (1319)                                                                                     | Adolf (1300-27) renski palatin (1319)                                                                                     | Adolf (1300-27) renski palatin (1319)                                                                                     | Adolf (1300-27) renski palatin (1319)                                                                                     | Adolf (1300-27) renski palatin (1319)                                                                                     |  |  | Rudolf II. (1306-53) renski palatin (1327) pfalški volilni knez (1329)                                             | Rudolf II. (1306-53) renski palatin (1327) pfalški volilni knez (1329)                                             | Rudolf II. (1306-53) renski palatin (1327) pfalški volilni knez (1329)                                             | Rudolf II. (1306-53) renski palatin (1327) pfalški volilni knez (1329)                                             | Rudolf II. (1306-53) renski palatin (1327) pfalški volilni knez (1329)                                             | Rudolf II. (1306-53) renski palatin (1327) pfalški volilni knez (1329)                                             |  |  | Rupert I. (1309-90) pfalški volilni knez (1353)                                                        | Rupert I. (1309-90) pfalški volilni knez (1353)                                                        | Rupert I. (1309-90) pfalški volilni knez (1353)                                                        | Rupert I. (1309-90) pfalški volilni knez (1353)                                                        | Rupert I. (1309-90) pfalški volilni knez (1353)                                                        | Rupert I. (1309-90) pfalški volilni knez (1353)                                                        | | | | | | | | | | | | |                                                                                              |                                                                                              |                                                                                              |                                                                                              |  |  |  |  |  |  |  |  |  |  |  |  |  |  |  |  |  |  |  |  |  |  |  |  |  |  |  |  |  |  |  |  |  |  |
| Rupert II. (1325-98) pfalški volilni knez (1390)                                                                                | | | | | |  |  | | | | | | |  |  | | | | | | | | | | | | | | | | | | |                                                                                              |                                                                                              |                                                                                              |                                                                                              |  |  |  |  |  |  |  |  |  |  |  |  |  |  |  |  |  |  |  |  |  |  |  |  |  |  |  |  |  |  |  |  |  |  |
| | | | | | |  |  | | | | | | |  |  | | | | | | | | | | | | | | | | | | |                                                                                              |                                                                                              |                                                                                              |                                                                                              |  |  |  |  |  |  |  |  |  |  |  |  |  |  |  |  |  |  |  |  |  |  |  |  |  |  |  |  |  |  |  |  |  |  |
| Rupert (III.) (1352-1410) pfalški volilni knez (1398) nemški kralj (1400) ∞ Elizabeta, hči gradiščana Friderika V. Nürnberškega | | | | | |  |  | | | | | | |  |  | | | | | | | | | | | | | | | | | | |                                                                                              |                                                                                              |                                                                                              |                                                                                              |  |  |  |  |  |  |  |  |  |  |  |  |  |  |  |  |  |  |  |  |  |  |  |  |  |  |  |  |  |  |  |  |  |  |
| | | | | | |  |  | | | | | | |  |  | | | | | | | | | | | | | | | | | | |                                                                                              |                                                                                              |                                                                                              |                                                                                              |  |  |  |  |  |  |  |  |  |  |  |  |  |  |  |  |  |  |  |  |  |  |  |  |  |  |  |  |  |  |  |  |  |  |
| | | | | | |  |  | | | | | | |  |  | | | | | | | | | | | | | | | | | | |                                                                                              |                                                                                              |                                                                                              |                                                                                              |  |  |  |  |  |  |  |  |  |  |  |  |  |  |  |  |  |  |  |  |  |  |  |  |  |  |  |  |  |  |  |  |  |  |
| Ludvik III. (1378-1436) pfalški volilni knez (1410)                                                                             | Ludvik III. (1378-1436) pfalški volilni knez (1410)                                                                       | Ludvik III. (1378-1436) pfalški volilni knez (1410)                                                                       | Ludvik III. (1378-1436) pfalški volilni knez (1410)                                                                       | Ludvik III. (1378-1436) pfalški volilni knez (1410)                                                                       | Ludvik III. (1378-1436) pfalški volilni knez (1410)                                                                       |  |  | | | | | | |  |  | Ivan (1383-1443) palatin Neumarkta (1410), ∞ (1) Katarina, sestra Erika VII., kralja Kalmarske unije   | Ivan (1383-1443) palatin Neumarkta (1410), ∞ (1) Katarina, sestra Erika VII., kralja Kalmarske unije   | Ivan (1383-1443) palatin Neumarkta (1410), ∞ (1) Katarina, sestra Erika VII., kralja Kalmarske unije   | Ivan (1383-1443) palatin Neumarkta (1410), ∞ (1) Katarina, sestra Erika VII., kralja Kalmarske unije   | Ivan (1383-1443) palatin Neumarkta (1410), ∞ (1) Katarina, sestra Erika VII., kralja Kalmarske unije   | Ivan (1383-1443) palatin Neumarkta (1410), ∞ (1) Katarina, sestra Erika VII., kralja Kalmarske unije   | | | Štefan (1385-1459) palatin Simmerna in Zweibrückna (1410)                                             | Štefan (1385-1459) palatin Simmerna in Zweibrückna (1410)                                             | Štefan (1385-1459) palatin Simmerna in Zweibrückna (1410)                                          | Štefan (1385-1459) palatin Simmerna in Zweibrückna (1410)                                          | Štefan (1385-1459) palatin Simmerna in Zweibrückna (1410)                                                                               | Štefan (1385-1459) palatin Simmerna in Zweibrückna (1410)                                                                               | | | Oton I. (1390-1461) palatin Mosbacha (1410) in Neumarkta (1448) (izumrla 1499)                                                          | Oton I. (1390-1461) palatin Mosbacha (1410) in Neumarkta (1448) (izumrla 1499)                                                          | Oton I. (1390-1461) palatin Mosbacha (1410) in Neumarkta (1448) (izumrla 1499)               | Oton I. (1390-1461) palatin Mosbacha (1410) in Neumarkta (1448) (izumrla 1499)               | Oton I. (1390-1461) palatin Mosbacha (1410) in Neumarkta (1448) (izumrla 1499)               | Oton I. (1390-1461) palatin Mosbacha (1410) in Neumarkta (1448) (izumrla 1499)               |  |  |  |  |  |  |  |  |  |  |  |  |  |  |  |  |  |  |  |  |  |  |  |  |  |  |  |  |  |  |  |  |  |  |
| Ludvik III. (1378-1436) pfalški volilni knez (1410)                                                                             | Ludvik III. (1378-1436) pfalški volilni knez (1410)                                                                       | Ludvik III. (1378-1436) pfalški volilni knez (1410)                                                                       | Ludvik III. (1378-1436) pfalški volilni knez (1410)                                                                       | Ludvik III. (1378-1436) pfalški volilni knez (1410)                                                                       | Ludvik III. (1378-1436) pfalški volilni knez (1410)                                                                       |  |  | | | | | | |  |  | Ivan (1383-1443) palatin Neumarkta (1410), ∞ (1) Katarina, sestra Erika VII., kralja Kalmarske unije   | Ivan (1383-1443) palatin Neumarkta (1410), ∞ (1) Katarina, sestra Erika VII., kralja Kalmarske unije   | Ivan (1383-1443) palatin Neumarkta (1410), ∞ (1) Katarina, sestra Erika VII., kralja Kalmarske unije   | Ivan (1383-1443) palatin Neumarkta (1410), ∞ (1) Katarina, sestra Erika VII., kralja Kalmarske unije   | Ivan (1383-1443) palatin Neumarkta (1410), ∞ (1) Katarina, sestra Erika VII., kralja Kalmarske unije   | Ivan (1383-1443) palatin Neumarkta (1410), ∞ (1) Katarina, sestra Erika VII., kralja Kalmarske unije   | | | Štefan (1385-1459) palatin Simmerna in Zweibrückna (1410)                                             | Štefan (1385-1459) palatin Simmerna in Zweibrückna (1410)                                             | Štefan (1385-1459) palatin Simmerna in Zweibrückna (1410)                                          | Štefan (1385-1459) palatin Simmerna in Zweibrückna (1410)                                          | Štefan (1385-1459) palatin Simmerna in Zweibrückna (1410)                                                                               | Štefan (1385-1459) palatin Simmerna in Zweibrückna (1410)                                                                               | | | Oton I. (1390-1461) palatin Mosbacha (1410) in Neumarkta (1448) (izumrla 1499)                                                          | Oton I. (1390-1461) palatin Mosbacha (1410) in Neumarkta (1448) (izumrla 1499)                                                          | Oton I. (1390-1461) palatin Mosbacha (1410) in Neumarkta (1448) (izumrla 1499)               | Oton I. (1390-1461) palatin Mosbacha (1410) in Neumarkta (1448) (izumrla 1499)               | Oton I. (1390-1461) palatin Mosbacha (1410) in Neumarkta (1448) (izumrla 1499)               | Oton I. (1390-1461) palatin Mosbacha (1410) in Neumarkta (1448) (izumrla 1499)               |  |  |  |  |  |  |  |  |  |  |  |  |  |  |  |  |  |  |  |  |  |  |  |  |  |  |  |  |  |  |  |  |  |  |
| | | | | | |  |  | | | | | | |  |  | | | | | | | | | | | | | | | | | | |                                                                                              |                                                                                              |                                                                                              |                                                                                              |  |  |  |  |  |  |  |  |  |  |  |  |  |  |  |  |  |  |  |  |  |  |  |  |  |  |  |  |  |  |  |  |  |  |
| Ludvik IV. (1424-49) pfalški volilni knez (1436)                                                                                | Ludvik IV. (1424-49) pfalški volilni knez (1436)                                                                          | Ludvik IV. (1424-49) pfalški volilni knez (1436)                                                                          | Ludvik IV. (1424-49) pfalški volilni knez (1436)                                                                          | Ludvik IV. (1424-49) pfalški volilni knez (1436)                                                                          | Ludvik IV. (1424-49) pfalški volilni knez (1436)                                                                          |  |  | Friderik I. Zmagoviti (1425-76) regent (1449-52), pfalški volilni knez (1452-76) (Löwenstein-Wertheim do ok. 1500) | Friderik I. Zmagoviti (1425-76) regent (1449-52), pfalški volilni knez (1452-76) (Löwenstein-Wertheim do ok. 1500) | Friderik I. Zmagoviti (1425-76) regent (1449-52), pfalški volilni knez (1452-76) (Löwenstein-Wertheim do ok. 1500) | Friderik I. Zmagoviti (1425-76) regent (1449-52), pfalški volilni knez (1452-76) (Löwenstein-Wertheim do ok. 1500) | Friderik I. Zmagoviti (1425-76) regent (1449-52), pfalški volilni knez (1452-76) (Löwenstein-Wertheim do ok. 1500) | Friderik I. Zmagoviti (1425-76) regent (1449-52), pfalški volilni knez (1452-76) (Löwenstein-Wertheim do ok. 1500) |  |  | Krištof III. (1418-48) kralj Danske (1440), Švedske(1441) in Norveške (1442), palatin Neumarkta (1443) | Krištof III. (1418-48) kralj Danske (1440), Švedske(1441) in Norveške (1442), palatin Neumarkta (1443) | Krištof III. (1418-48) kralj Danske (1440), Švedske(1441) in Norveške (1442), palatin Neumarkta (1443) | Krištof III. (1418-48) kralj Danske (1440), Švedske(1441) in Norveške (1442), palatin Neumarkta (1443) | Krištof III. (1418-48) kralj Danske (1440), Švedske(1441) in Norveške (1442), palatin Neumarkta (1443) | Krištof III. (1418-48) kralj Danske (1440), Švedske(1441) in Norveške (1442), palatin Neumarkta (1443) | | | Friderik I. (1417-80) palatin Simmerna (1444/59)                                                      | Friderik I. (1417-80) palatin Simmerna (1444/59)                                                      | Friderik I. (1417-80) palatin Simmerna (1444/59)                                                   | Friderik I. (1417-80) palatin Simmerna (1444/59)                                                   | Friderik I. (1417-80) palatin Simmerna (1444/59)                                                                                        | Friderik I. (1417-80) palatin Simmerna (1444/59)                                                                                        | | | Ludvik I. (1424-89) palatin Zweibrückna in grof Veldenza(1444/59)                                                                       | Ludvik I. (1424-89) palatin Zweibrückna in grof Veldenza(1444/59)                                                                       | Ludvik I. (1424-89) palatin Zweibrückna in grof Veldenza(1444/59)                            | Ludvik I. (1424-89) palatin Zweibrückna in grof Veldenza(1444/59)                            | Ludvik I. (1424-89) palatin Zweibrückna in grof Veldenza(1444/59)                            | Ludvik I. (1424-89) palatin Zweibrückna in grof Veldenza(1444/59)                            |  |  |  |  |  |  |  |  |  |  |  |  |  |  |  |  |  |  |  |  |  |  |  |  |  |  |  |  |  |  |  |  |  |  |
| Ludvik IV. (1424-49) pfalški volilni knez (1436)                                                                                | Ludvik IV. (1424-49) pfalški volilni knez (1436)                                                                          | Ludvik IV. (1424-49) pfalški volilni knez (1436)                                                                          | Ludvik IV. (1424-49) pfalški volilni knez (1436)                                                                          | Ludvik IV. (1424-49) pfalški volilni knez (1436)                                                                          | Ludvik IV. (1424-49) pfalški volilni knez (1436)                                                                          |  |  | Friderik I. Zmagoviti (1425-76) regent (1449-52), pfalški volilni knez (1452-76) (Löwenstein-Wertheim do ok. 1500) | Friderik I. Zmagoviti (1425-76) regent (1449-52), pfalški volilni knez (1452-76) (Löwenstein-Wertheim do ok. 1500) | Friderik I. Zmagoviti (1425-76) regent (1449-52), pfalški volilni knez (1452-76) (Löwenstein-Wertheim do ok. 1500) | Friderik I. Zmagoviti (1425-76) regent (1449-52), pfalški volilni knez (1452-76) (Löwenstein-Wertheim do ok. 1500) | Friderik I. Zmagoviti (1425-76) regent (1449-52), pfalški volilni knez (1452-76) (Löwenstein-Wertheim do ok. 1500) | Friderik I. Zmagoviti (1425-76) regent (1449-52), pfalški volilni knez (1452-76) (Löwenstein-Wertheim do ok. 1500) |  |  | Krištof III. (1418-48) kralj Danske (1440), Švedske(1441) in Norveške (1442), palatin Neumarkta (1443) | Krištof III. (1418-48) kralj Danske (1440), Švedske(1441) in Norveške (1442), palatin Neumarkta (1443) | Krištof III. (1418-48) kralj Danske (1440), Švedske(1441) in Norveške (1442), palatin Neumarkta (1443) | Krištof III. (1418-48) kralj Danske (1440), Švedske(1441) in Norveške (1442), palatin Neumarkta (1443) | Krištof III. (1418-48) kralj Danske (1440), Švedske(1441) in Norveške (1442), palatin Neumarkta (1443) | Krištof III. (1418-48) kralj Danske (1440), Švedske(1441) in Norveške (1442), palatin Neumarkta (1443) | | | Friderik I. (1417-80) palatin Simmerna (1444/59)                                                      | Friderik I. (1417-80) palatin Simmerna (1444/59)                                                      | Friderik I. (1417-80) palatin Simmerna (1444/59)                                                   | Friderik I. (1417-80) palatin Simmerna (1444/59)                                                   | Friderik I. (1417-80) palatin Simmerna (1444/59)                                                                                        | Friderik I. (1417-80) palatin Simmerna (1444/59)                                                                                        | | | Ludvik I. (1424-89) palatin Zweibrückna in grof Veldenza(1444/59)                                                                       | Ludvik I. (1424-89) palatin Zweibrückna in grof Veldenza(1444/59)                                                                       | Ludvik I. (1424-89) palatin Zweibrückna in grof Veldenza(1444/59)                            | Ludvik I. (1424-89) palatin Zweibrückna in grof Veldenza(1444/59)                            | Ludvik I. (1424-89) palatin Zweibrückna in grof Veldenza(1444/59)                            | Ludvik I. (1424-89) palatin Zweibrückna in grof Veldenza(1444/59)                            |  |  |  |  |  |  |  |  |  |  |  |  |  |  |  |  |  |  |  |  |  |  |  |  |  |  |  |  |  |  |  |  |  |  |
| Filip (1448-1508) pfalški volilni knez (1476)                                                                                   | Filip (1448-1508) pfalški volilni knez (1476)                                                                             | Filip (1448-1508) pfalški volilni knez (1476)                                                                             | Filip (1448-1508) pfalški volilni knez (1476)                                                                             | Filip (1448-1508) pfalški volilni knez (1476)                                                                             | Filip (1448-1508) pfalški volilni knez (1476)                                                                             |  |  | | | | | | |  |  | | | | | | | | | Ivan I. (1459-1509) palatin Simmerna (1480)                                                           | Ivan I. (1459-1509) palatin Simmerna (1480)                                                           | Ivan I. (1459-1509) palatin Simmerna (1480)                                                        | Ivan I. (1459-1509) palatin Simmerna (1480)                                                        | Ivan I. (1459-1509) palatin Simmerna (1480)                                                                                             | Ivan I. (1459-1509) palatin Simmerna (1480)                                                                                             | | | Aleksander (1462-1514) palatin Zweibrückna in grof Veldenza (1489)                                                                      | Aleksander (1462-1514) palatin Zweibrückna in grof Veldenza (1489)                                                                      | Aleksander (1462-1514) palatin Zweibrückna in grof Veldenza (1489)                           | Aleksander (1462-1514) palatin Zweibrückna in grof Veldenza (1489)                           | Aleksander (1462-1514) palatin Zweibrückna in grof Veldenza (1489)                           | Aleksander (1462-1514) palatin Zweibrückna in grof Veldenza (1489)                           |  |  |  |  |  |  |  |  |  |  |  |  |  |  |  |  |  |  |  |  |  |  |  |  |  |  |  |  |  |  |  |  |  |  |
| Filip (1448-1508) pfalški volilni knez (1476)                                                                                   | Filip (1448-1508) pfalški volilni knez (1476)                                                                             | Filip (1448-1508) pfalški volilni knez (1476)                                                                             | Filip (1448-1508) pfalški volilni knez (1476)                                                                             | Filip (1448-1508) pfalški volilni knez (1476)                                                                             | Filip (1448-1508) pfalški volilni knez (1476)                                                                             |  |  | | | | | | |  |  | | | | | | | | | Ivan I. (1459-1509) palatin Simmerna (1480)                                                           | Ivan I. (1459-1509) palatin Simmerna (1480)                                                           | Ivan I. (1459-1509) palatin Simmerna (1480)                                                        | Ivan I. (1459-1509) palatin Simmerna (1480)                                                        | Ivan I. (1459-1509) palatin Simmerna (1480)                                                                                             | Ivan I. (1459-1509) palatin Simmerna (1480)                                                                                             | | | Aleksander (1462-1514) palatin Zweibrückna in grof Veldenza (1489)                                                                      | Aleksander (1462-1514) palatin Zweibrückna in grof Veldenza (1489)                                                                      | Aleksander (1462-1514) palatin Zweibrückna in grof Veldenza (1489)                           | Aleksander (1462-1514) palatin Zweibrückna in grof Veldenza (1489)                           | Aleksander (1462-1514) palatin Zweibrückna in grof Veldenza (1489)                           | Aleksander (1462-1514) palatin Zweibrückna in grof Veldenza (1489)                           |  |  |  |  |  |  |  |  |  |  |  |  |  |  |  |  |  |  |  |  |  |  |  |  |  |  |  |  |  |  |  |  |  |  |
| | | | | | |  |  | | | | | | |  |  | | | | | | | | | | | | | | | | | | |                                                                                              |                                                                                              |                                                                                              |                                                                                              |  |  |  |  |  |  |  |  |  |  |  |  |  |  |  |  |  |  |  |  |  |  |  |  |  |  |  |  |  |  |  |  |  |  |
| Ludvik V. (1478-1544) pfalški volilni knez (1508)                                                                               | Ludvik V. (1478-1544) pfalški volilni knez (1508)                                                                         | Ludvik V. (1478-1544) pfalški volilni knez (1508)                                                                         | Ludvik V. (1478-1544) pfalški volilni knez (1508)                                                                         | Ludvik V. (1478-1544) pfalški volilni knez (1508)                                                                         | Ludvik V. (1478-1544) pfalški volilni knez (1508)                                                                         |  |  | Rupert (1481-1504) freisinški škof (1495-98) ∞ Elizabeta, hči Jurija Bogatega, vojvode Bavarske-Landshut           | Rupert (1481-1504) freisinški škof (1495-98) ∞ Elizabeta, hči Jurija Bogatega, vojvode Bavarske-Landshut           | Rupert (1481-1504) freisinški škof (1495-98) ∞ Elizabeta, hči Jurija Bogatega, vojvode Bavarske-Landshut           | Rupert (1481-1504) freisinški škof (1495-98) ∞ Elizabeta, hči Jurija Bogatega, vojvode Bavarske-Landshut           | Rupert (1481-1504) freisinški škof (1495-98) ∞ Elizabeta, hči Jurija Bogatega, vojvode Bavarske-Landshut           | Rupert (1481-1504) freisinški škof (1495-98) ∞ Elizabeta, hči Jurija Bogatega, vojvode Bavarske-Landshut           |  |  | Friderik II. (1482-1556) pfalški volilni knez (1544)                                                   | Friderik II. (1482-1556) pfalški volilni knez (1544)                                                   | Friderik II. (1482-1556) pfalški volilni knez (1544)                                                   | Friderik II. (1482-1556) pfalški volilni knez (1544)                                                   | Friderik II. (1482-1556) pfalški volilni knez (1544)                                                   | Friderik II. (1482-1556) pfalški volilni knez (1544)                                                   | | | Ivan II. (1492-1557) palatin Simmerna (1509)                                                          | Ivan II. (1492-1557) palatin Simmerna (1509)                                                          | Ivan II. (1492-1557) palatin Simmerna (1509)                                                       | Ivan II. (1492-1557) palatin Simmerna (1509)                                                       | Ivan II. (1492-1557) palatin Simmerna (1509)                                                                                            | Ivan II. (1492-1557) palatin Simmerna (1509)                                                                                            | | | Ludvik II. (1502-1532) palatin Zweibrückna in grof Veldenza (1514)                                                                      | Ludvik II. (1502-1532) palatin Zweibrückna in grof Veldenza (1514)                                                                      | Ludvik II. (1502-1532) palatin Zweibrückna in grof Veldenza (1514)                           | Ludvik II. (1502-1532) palatin Zweibrückna in grof Veldenza (1514)                           | Ludvik II. (1502-1532) palatin Zweibrückna in grof Veldenza (1514)                           | Ludvik II. (1502-1532) palatin Zweibrückna in grof Veldenza (1514)                           |  |  |  |  |  |  |  |  |  |  |  |  |  |  |  |  |  |  |  |  |  |  |  |  |  |  |  |  |  |  |  |  |  |  |
| Ludvik V. (1478-1544) pfalški volilni knez (1508)                                                                               | Ludvik V. (1478-1544) pfalški volilni knez (1508)                                                                         | Ludvik V. (1478-1544) pfalški volilni knez (1508)                                                                         | Ludvik V. (1478-1544) pfalški volilni knez (1508)                                                                         | Ludvik V. (1478-1544) pfalški volilni knez (1508)                                                                         | Ludvik V. (1478-1544) pfalški volilni knez (1508)                                                                         |  |  | Rupert (1481-1504) freisinški škof (1495-98) ∞ Elizabeta, hči Jurija Bogatega, vojvode Bavarske-Landshut           | Rupert (1481-1504) freisinški škof (1495-98) ∞ Elizabeta, hči Jurija Bogatega, vojvode Bavarske-Landshut           | Rupert (1481-1504) freisinški škof (1495-98) ∞ Elizabeta, hči Jurija Bogatega, vojvode Bavarske-Landshut           | Rupert (1481-1504) freisinški škof (1495-98) ∞ Elizabeta, hči Jurija Bogatega, vojvode Bavarske-Landshut           | Rupert (1481-1504) freisinški škof (1495-98) ∞ Elizabeta, hči Jurija Bogatega, vojvode Bavarske-Landshut           | Rupert (1481-1504) freisinški škof (1495-98) ∞ Elizabeta, hči Jurija Bogatega, vojvode Bavarske-Landshut           |  |  | Friderik II. (1482-1556) pfalški volilni knez (1544)                                                   | Friderik II. (1482-1556) pfalški volilni knez (1544)                                                   | Friderik II. (1482-1556) pfalški volilni knez (1544)                                                   | Friderik II. (1482-1556) pfalški volilni knez (1544)                                                   | Friderik II. (1482-1556) pfalški volilni knez (1544)                                                   | Friderik II. (1482-1556) pfalški volilni knez (1544)                                                   | | | Ivan II. (1492-1557) palatin Simmerna (1509)                                                          | Ivan II. (1492-1557) palatin Simmerna (1509)                                                          | Ivan II. (1492-1557) palatin Simmerna (1509)                                                       | Ivan II. (1492-1557) palatin Simmerna (1509)                                                       | Ivan II. (1492-1557) palatin Simmerna (1509)                                                                                            | Ivan II. (1492-1557) palatin Simmerna (1509)                                                                                            | | | Ludvik II. (1502-1532) palatin Zweibrückna in grof Veldenza (1514)                                                                      | Ludvik II. (1502-1532) palatin Zweibrückna in grof Veldenza (1514)                                                                      | Ludvik II. (1502-1532) palatin Zweibrückna in grof Veldenza (1514)                           | Ludvik II. (1502-1532) palatin Zweibrückna in grof Veldenza (1514)                           | Ludvik II. (1502-1532) palatin Zweibrückna in grof Veldenza (1514)                           | Ludvik II. (1502-1532) palatin Zweibrückna in grof Veldenza (1514)                           |  |  |  |  |  |  |  |  |  |  |  |  |  |  |  |  |  |  |  |  |  |  |  |  |  |  |  |  |  |  |  |  |  |  |
| | | | | | |  |  | | | | | | |  |  | | | | | | | | | | | | | | | | | | |                                                                                              |                                                                                              |                                                                                              |                                                                                              |  |  |  |  |  |  |  |  |  |  |  |  |  |  |  |  |  |  |  |  |  |  |  |  |  |  |  |  |  |  |  |  |  |  |
| Ottheinrich (1502-59) neuburški palatin (1505-56) pfalški volilni knez (1556-59)                                                | Ottheinrich (1502-59) neuburški palatin (1505-56) pfalški volilni knez (1556-59)                                          | Ottheinrich (1502-59) neuburški palatin (1505-56) pfalški volilni knez (1556-59)                                          | Ottheinrich (1502-59) neuburški palatin (1505-56) pfalški volilni knez (1556-59)                                          | Ottheinrich (1502-59) neuburški palatin (1505-56) pfalški volilni knez (1556-59)                                          | Ottheinrich (1502-59) neuburški palatin (1505-56) pfalški volilni knez (1556-59)                                          |  |  | Filip (1503-48) neuburški palatin (1505-41)                                                                        | Filip (1503-48) neuburški palatin (1505-41)                                                                        | Filip (1503-48) neuburški palatin (1505-41)                                                                        | Filip (1503-48) neuburški palatin (1505-41)                                                                        | Filip (1503-48) neuburški palatin (1505-41)                                                                        | Filip (1503-48) neuburški palatin (1505-41)                                                                        |  |  | Friderik III. (1515-76) palatin Simmerna (1557-59) pfalški volilni knez (1559)                         | Friderik III. (1515-76) palatin Simmerna (1557-59) pfalški volilni knez (1559)                         | Friderik III. (1515-76) palatin Simmerna (1557-59) pfalški volilni knez (1559)                         | Friderik III. (1515-76) palatin Simmerna (1557-59) pfalški volilni knez (1559)                         | Friderik III. (1515-76) palatin Simmerna (1557-59) pfalški volilni knez (1559)                         | Friderik III. (1515-76) palatin Simmerna (1557-59) pfalški volilni knez (1559)                         | | | | | | | | | | | Volfgang (1526-69) palatin Zweibrückna (1532) in Neuburga (1556)                                                                        | Volfgang (1526-69) palatin Zweibrückna (1532) in Neuburga (1556)                                                                        | Volfgang (1526-69) palatin Zweibrückna (1532) in Neuburga (1556)                             | Volfgang (1526-69) palatin Zweibrückna (1532) in Neuburga (1556)                             | Volfgang (1526-69) palatin Zweibrückna (1532) in Neuburga (1556)                             | Volfgang (1526-69) palatin Zweibrückna (1532) in Neuburga (1556)                             |  |  |  |  |  |  |  |  |  |  |  |  |  |  |  |  |  |  |  |  |  |  |  |  |  |  |  |  |  |  |  |  |  |  |
| Ottheinrich (1502-59) neuburški palatin (1505-56) pfalški volilni knez (1556-59)                                                | Ottheinrich (1502-59) neuburški palatin (1505-56) pfalški volilni knez (1556-59)                                          | Ottheinrich (1502-59) neuburški palatin (1505-56) pfalški volilni knez (1556-59)                                          | Ottheinrich (1502-59) neuburški palatin (1505-56) pfalški volilni knez (1556-59)                                          | Ottheinrich (1502-59) neuburški palatin (1505-56) pfalški volilni knez (1556-59)                                          | Ottheinrich (1502-59) neuburški palatin (1505-56) pfalški volilni knez (1556-59)                                          |  |  | Filip (1503-48) neuburški palatin (1505-41)                                                                        | Filip (1503-48) neuburški palatin (1505-41)                                                                        | Filip (1503-48) neuburški palatin (1505-41)                                                                        | Filip (1503-48) neuburški palatin (1505-41)                                                                        | Filip (1503-48) neuburški palatin (1505-41)                                                                        | Filip (1503-48) neuburški palatin (1505-41)                                                                        |  |  | Friderik III. (1515-76) palatin Simmerna (1557-59) pfalški volilni knez (1559)                         | Friderik III. (1515-76) palatin Simmerna (1557-59) pfalški volilni knez (1559)                         | Friderik III. (1515-76) palatin Simmerna (1557-59) pfalški volilni knez (1559)                         | Friderik III. (1515-76) palatin Simmerna (1557-59) pfalški volilni knez (1559)                         | Friderik III. (1515-76) palatin Simmerna (1557-59) pfalški volilni knez (1559)                         | Friderik III. (1515-76) palatin Simmerna (1557-59) pfalški volilni knez (1559)                         | | | | | | | | | | | Volfgang (1526-69) palatin Zweibrückna (1532) in Neuburga (1556)                                                                        | Volfgang (1526-69) palatin Zweibrückna (1532) in Neuburga (1556)                                                                        | Volfgang (1526-69) palatin Zweibrückna (1532) in Neuburga (1556)                             | Volfgang (1526-69) palatin Zweibrückna (1532) in Neuburga (1556)                             | Volfgang (1526-69) palatin Zweibrückna (1532) in Neuburga (1556)                             | Volfgang (1526-69) palatin Zweibrückna (1532) in Neuburga (1556)                             |  |  |  |  |  |  |  |  |  |  |  |  |  |  |  |  |  |  |  |  |  |  |  |  |  |  |  |  |  |  |  |  |  |  |
| | | | | | |  |  | | | | | | |  |  | | | | | | | | | | | | | | | | | | |                                                                                              |                                                                                              |                                                                                              |                                                                                              |  |  |  |  |  |  |  |  |  |  |  |  |  |  |  |  |  |  |  |  |  |  |  |  |  |  |  |  |  |  |  |  |  |  |
| Ludvik VI. (1539-83) pfalški volilni knez (1576)                                                                                | Ludvik VI. (1539-83) pfalški volilni knez (1576)                                                                          | Ludvik VI. (1539-83) pfalški volilni knez (1576)                                                                          | Ludvik VI. (1539-83) pfalški volilni knez (1576)                                                                          | Ludvik VI. (1539-83) pfalški volilni knez (1576)                                                                          | Ludvik VI. (1539-83) pfalški volilni knez (1576)                                                                          |  |  | Ivan Kazimir (1543-92) lauternski palatin(1576) regent (1583)                                                      | Ivan Kazimir (1543-92) lauternski palatin(1576) regent (1583)                                                      | Ivan Kazimir (1543-92) lauternski palatin(1576) regent (1583)                                                      | Ivan Kazimir (1543-92) lauternski palatin(1576) regent (1583)                                                      | Ivan Kazimir (1543-92) lauternski palatin(1576) regent (1583)                                                      | Ivan Kazimir (1543-92) lauternski palatin(1576) regent (1583)                                                      |  |  | Filip Ludvik (1547-1614) neuburški palatin (1569) ∞ Ana, hči vojvode Viljema Jülich-Kleve-Berg)        | Filip Ludvik (1547-1614) neuburški palatin (1569) ∞ Ana, hči vojvode Viljema Jülich-Kleve-Berg)        | Filip Ludvik (1547-1614) neuburški palatin (1569) ∞ Ana, hči vojvode Viljema Jülich-Kleve-Berg)        | Filip Ludvik (1547-1614) neuburški palatin (1569) ∞ Ana, hči vojvode Viljema Jülich-Kleve-Berg)        | Filip Ludvik (1547-1614) neuburški palatin (1569) ∞ Ana, hči vojvode Viljema Jülich-Kleve-Berg)        | Filip Ludvik (1547-1614) neuburški palatin (1569) ∞ Ana, hči vojvode Viljema Jülich-Kleve-Berg)        | | | Ivan I. (1550-1604) palatin Zweibrückna (1569) ∞ Magdalena, hči vojvode Viljema Jülich-Kleve-Berg)    | Ivan I. (1550-1604) palatin Zweibrückna (1569) ∞ Magdalena, hči vojvode Viljema Jülich-Kleve-Berg)    | Ivan I. (1550-1604) palatin Zweibrückna (1569) ∞ Magdalena, hči vojvode Viljema Jülich-Kleve-Berg) | Ivan I. (1550-1604) palatin Zweibrückna (1569) ∞ Magdalena, hči vojvode Viljema Jülich-Kleve-Berg) | Ivan I. (1550-1604) palatin Zweibrückna (1569) ∞ Magdalena, hči vojvode Viljema Jülich-Kleve-Berg)                                      | Ivan I. (1550-1604) palatin Zweibrückna (1569) ∞ Magdalena, hči vojvode Viljema Jülich-Kleve-Berg)                                      | | | Karel (1560-1600) birkenfeldški palatin (1509)                                                                                          | Karel (1560-1600) birkenfeldški palatin (1509)                                                                                          | Karel (1560-1600) birkenfeldški palatin (1509)                                               | Karel (1560-1600) birkenfeldški palatin (1509)                                               | Karel (1560-1600) birkenfeldški palatin (1509)                                               | Karel (1560-1600) birkenfeldški palatin (1509)                                               |  |  |  |  |  |  |  |  |  |  |  |  |  |  |  |  |  |  |  |  |  |  |  |  |  |  |  |  |  |  |  |  |  |  |
| Ludvik VI. (1539-83) pfalški volilni knez (1576)                                                                                | Ludvik VI. (1539-83) pfalški volilni knez (1576)                                                                          | Ludvik VI. (1539-83) pfalški volilni knez (1576)                                                                          | Ludvik VI. (1539-83) pfalški volilni knez (1576)                                                                          | Ludvik VI. (1539-83) pfalški volilni knez (1576)                                                                          | Ludvik VI. (1539-83) pfalški volilni knez (1576)                                                                          |  |  | Ivan Kazimir (1543-92) lauternski palatin(1576) regent (1583)                                                      | Ivan Kazimir (1543-92) lauternski palatin(1576) regent (1583)                                                      | Ivan Kazimir (1543-92) lauternski palatin(1576) regent (1583)                                                      | Ivan Kazimir (1543-92) lauternski palatin(1576) regent (1583)                                                      | Ivan Kazimir (1543-92) lauternski palatin(1576) regent (1583)                                                      | Ivan Kazimir (1543-92) lauternski palatin(1576) regent (1583)                                                      |  |  | Filip Ludvik (1547-1614) neuburški palatin (1569) ∞ Ana, hči vojvode Viljema Jülich-Kleve-Berg)        | Filip Ludvik (1547-1614) neuburški palatin (1569) ∞ Ana, hči vojvode Viljema Jülich-Kleve-Berg)        | Filip Ludvik (1547-1614) neuburški palatin (1569) ∞ Ana, hči vojvode Viljema Jülich-Kleve-Berg)        | Filip Ludvik (1547-1614) neuburški palatin (1569) ∞ Ana, hči vojvode Viljema Jülich-Kleve-Berg)        | Filip Ludvik (1547-1614) neuburški palatin (1569) ∞ Ana, hči vojvode Viljema Jülich-Kleve-Berg)        | Filip Ludvik (1547-1614) neuburški palatin (1569) ∞ Ana, hči vojvode Viljema Jülich-Kleve-Berg)        | | | Ivan I. (1550-1604) palatin Zweibrückna (1569) ∞ Magdalena, hči vojvode Viljema Jülich-Kleve-Berg)    | Ivan I. (1550-1604) palatin Zweibrückna (1569) ∞ Magdalena, hči vojvode Viljema Jülich-Kleve-Berg)    | Ivan I. (1550-1604) palatin Zweibrückna (1569) ∞ Magdalena, hči vojvode Viljema Jülich-Kleve-Berg) | Ivan I. (1550-1604) palatin Zweibrückna (1569) ∞ Magdalena, hči vojvode Viljema Jülich-Kleve-Berg) | Ivan I. (1550-1604) palatin Zweibrückna (1569) ∞ Magdalena, hči vojvode Viljema Jülich-Kleve-Berg)                                      | Ivan I. (1550-1604) palatin Zweibrückna (1569) ∞ Magdalena, hči vojvode Viljema Jülich-Kleve-Berg)                                      | | | Karel (1560-1600) birkenfeldški palatin (1509)                                                                                          | Karel (1560-1600) birkenfeldški palatin (1509)                                                                                          | Karel (1560-1600) birkenfeldški palatin (1509)                                               | Karel (1560-1600) birkenfeldški palatin (1509)                                               | Karel (1560-1600) birkenfeldški palatin (1509)                                               | Karel (1560-1600) birkenfeldški palatin (1509)                                               |  |  |  |  |  |  |  |  |  |  |  |  |  |  |  |  |  |  |  |  |  |  |  |  |  |  |  |  |  |  |  |  |  |  |
| | | | | | |  |  | | | | | | |  |  | | | | | | | | | | | | | | | | | | |                                                                                              |                                                                                              |                                                                                              |                                                                                              |  |  |  |  |  |  |  |  |  |  |  |  |  |  |  |  |  |  |  |  |  |  |  |  |  |  |  |  |  |  |  |  |  |  |
| Friderik IV. (1574-1610) pfalški volilni knez (1583)                                                                            | Friderik IV. (1574-1610) pfalški volilni knez (1583)                                                                      | Friderik IV. (1574-1610) pfalški volilni knez (1583)                                                                      | Friderik IV. (1574-1610) pfalški volilni knez (1583)                                                                      | Friderik IV. (1574-1610) pfalški volilni knez (1583)                                                                      | Friderik IV. (1574-1610) pfalški volilni knez (1583)                                                                      |  |  | Volfgang Viljem (1578-1653) neuburški palatin (1614), 1614 dobil Jülich-Berg                                       | Volfgang Viljem (1578-1653) neuburški palatin (1614), 1614 dobil Jülich-Berg                                       | Volfgang Viljem (1578-1653) neuburški palatin (1614), 1614 dobil Jülich-Berg                                       | Volfgang Viljem (1578-1653) neuburški palatin (1614), 1614 dobil Jülich-Berg                                       | Volfgang Viljem (1578-1653) neuburški palatin (1614), 1614 dobil Jülich-Berg                                       | Volfgang Viljem (1578-1653) neuburški palatin (1614), 1614 dobil Jülich-Berg                                       |  |  | Avgust (1582-1632) palatin Sulzbacha (1614)                                                            | Avgust (1582-1632) palatin Sulzbacha (1614)                                                            | Avgust (1582-1632) palatin Sulzbacha (1614)                                                            | Avgust (1582-1632) palatin Sulzbacha (1614)                                                            | Avgust (1582-1632) palatin Sulzbacha (1614)                                                            | Avgust (1582-1632) palatin Sulzbacha (1614)                                                            | | | Ivan II. (1584-1635) palatin Zweibrückna (1604)                                                       | Ivan II. (1584-1635) palatin Zweibrückna (1604)                                                       | Ivan II. (1584-1635) palatin Zweibrückna (1604)                                                    | Ivan II. (1584-1635) palatin Zweibrückna (1604)                                                    | Ivan II. (1584-1635) palatin Zweibrückna (1604)                                                                                         | Ivan II. (1584-1635) palatin Zweibrückna (1604)                                                                                         | | | Ivan Kazimir (1589-1652) kleeburški palatin(1611) ∞ Katarina, hči švedskega kralja Karla IX.                                            | Ivan Kazimir (1589-1652) kleeburški palatin(1611) ∞ Katarina, hči švedskega kralja Karla IX.                                            | Ivan Kazimir (1589-1652) kleeburški palatin(1611) ∞ Katarina, hči švedskega kralja Karla IX. | Ivan Kazimir (1589-1652) kleeburški palatin(1611) ∞ Katarina, hči švedskega kralja Karla IX. | Ivan Kazimir (1589-1652) kleeburški palatin(1611) ∞ Katarina, hči švedskega kralja Karla IX. | Ivan Kazimir (1589-1652) kleeburški palatin(1611) ∞ Katarina, hči švedskega kralja Karla IX. |  |  |  |  |  |  |  |  |  |  |  |  |  |  |  |  |  |  |  |  |  |  |  |  |  |  |  |  |  |  |  |  |  |  |
| Friderik IV. (1574-1610) pfalški volilni knez (1583)                                                                            | Friderik IV. (1574-1610) pfalški volilni knez (1583)                                                                      | Friderik IV. (1574-1610) pfalški volilni knez (1583)                                                                      | Friderik IV. (1574-1610) pfalški volilni knez (1583)                                                                      | Friderik IV. (1574-1610) pfalški volilni knez (1583)                                                                      | Friderik IV. (1574-1610) pfalški volilni knez (1583)                                                                      |  |  | Volfgang Viljem (1578-1653) neuburški palatin (1614), 1614 dobil Jülich-Berg                                       | Volfgang Viljem (1578-1653) neuburški palatin (1614), 1614 dobil Jülich-Berg                                       | Volfgang Viljem (1578-1653) neuburški palatin (1614), 1614 dobil Jülich-Berg                                       | Volfgang Viljem (1578-1653) neuburški palatin (1614), 1614 dobil Jülich-Berg                                       | Volfgang Viljem (1578-1653) neuburški palatin (1614), 1614 dobil Jülich-Berg                                       | Volfgang Viljem (1578-1653) neuburški palatin (1614), 1614 dobil Jülich-Berg                                       |  |  | Avgust (1582-1632) palatin Sulzbacha (1614)                                                            | Avgust (1582-1632) palatin Sulzbacha (1614)                                                            | Avgust (1582-1632) palatin Sulzbacha (1614)                                                            | Avgust (1582-1632) palatin Sulzbacha (1614)                                                            | Avgust (1582-1632) palatin Sulzbacha (1614)                                                            | Avgust (1582-1632) palatin Sulzbacha (1614)                                                            | | | Ivan II. (1584-1635) palatin Zweibrückna (1604)                                                       | Ivan II. (1584-1635) palatin Zweibrückna (1604)                                                       | Ivan II. (1584-1635) palatin Zweibrückna (1604)                                                    | Ivan II. (1584-1635) palatin Zweibrückna (1604)                                                    | Ivan II. (1584-1635) palatin Zweibrückna (1604)                                                                                         | Ivan II. (1584-1635) palatin Zweibrückna (1604)                                                                                         | | | Ivan Kazimir (1589-1652) kleeburški palatin(1611) ∞ Katarina, hči švedskega kralja Karla IX.                                            | Ivan Kazimir (1589-1652) kleeburški palatin(1611) ∞ Katarina, hči švedskega kralja Karla IX.                                            | Ivan Kazimir (1589-1652) kleeburški palatin(1611) ∞ Katarina, hči švedskega kralja Karla IX. | Ivan Kazimir (1589-1652) kleeburški palatin(1611) ∞ Katarina, hči švedskega kralja Karla IX. | Ivan Kazimir (1589-1652) kleeburški palatin(1611) ∞ Katarina, hči švedskega kralja Karla IX. | Ivan Kazimir (1589-1652) kleeburški palatin(1611) ∞ Katarina, hči švedskega kralja Karla IX. |  |  |  |  |  |  |  |  |  |  |  |  |  |  |  |  |  |  |  |  |  |  |  |  |  |  |  |  |  |  |  |  |  |  |
| | | | | | |  |  | | | | | | |  |  | | | | | | | | | | | | | | | | | | |                                                                                              |                                                                                              |                                                                                              |                                                                                              |  |  |  |  |  |  |  |  |  |  |  |  |  |  |  |  |  |  |  |  |  |  |  |  |  |  |  |  |  |  |  |  |  |  |
| Friderik V. (1596-1632) pfalški volilni knez (1610-23) češki kralj (1619-21) ∞ Elizabeta, hči angleškega kralja Jakoba I.       | Friderik V. (1596-1632) pfalški volilni knez (1610-23) češki kralj (1619-21) ∞ Elizabeta, hči angleškega kralja Jakoba I. | Friderik V. (1596-1632) pfalški volilni knez (1610-23) češki kralj (1619-21) ∞ Elizabeta, hči angleškega kralja Jakoba I. | Friderik V. (1596-1632) pfalški volilni knez (1610-23) češki kralj (1619-21) ∞ Elizabeta, hči angleškega kralja Jakoba I. | Friderik V. (1596-1632) pfalški volilni knez (1610-23) češki kralj (1619-21) ∞ Elizabeta, hči angleškega kralja Jakoba I. | Friderik V. (1596-1632) pfalški volilni knez (1610-23) češki kralj (1619-21) ∞ Elizabeta, hči angleškega kralja Jakoba I. |  |  | Ludvik Filip (1602-55) palatin Simmerna (1611) (rodbina izumrla 1674)                                              | Ludvik Filip (1602-55) palatin Simmerna (1611) (rodbina izumrla 1674)                                              | Ludvik Filip (1602-55) palatin Simmerna (1611) (rodbina izumrla 1674)                                              | Ludvik Filip (1602-55) palatin Simmerna (1611) (rodbina izumrla 1674)                                              | Ludvik Filip (1602-55) palatin Simmerna (1611) (rodbina izumrla 1674)                                              | Ludvik Filip (1602-55) palatin Simmerna (1611) (rodbina izumrla 1674)                                              |  |  | Filip Viljem (1615-90) neuburški palatin (1653-85) pfalški volilni knez (1685)                         | Filip Viljem (1615-90) neuburški palatin (1653-85) pfalški volilni knez (1685)                         | Filip Viljem (1615-90) neuburški palatin (1653-85) pfalški volilni knez (1685)                         | Filip Viljem (1615-90) neuburški palatin (1653-85) pfalški volilni knez (1685)                         | Filip Viljem (1615-90) neuburški palatin (1653-85) pfalški volilni knez (1685)                         | Filip Viljem (1615-90) neuburški palatin (1653-85) pfalški volilni knez (1685)                         | | | Friderik (1616-1661) palatin Zweibrückna (1635)                                                       | Friderik (1616-1661) palatin Zweibrückna (1635)                                                       | Friderik (1616-1661) palatin Zweibrückna (1635)                                                    | Friderik (1616-1661) palatin Zweibrückna (1635)                                                    | Friderik (1616-1661) palatin Zweibrückna (1635)                                                                                         | Friderik (1616-1661) palatin Zweibrückna (1635)                                                                                         | | | Karel X. Gustav Švedski (1622-60) kleeburški palatin(1652-54) švedski kralj (1654)                                                      | Karel X. Gustav Švedski (1622-60) kleeburški palatin(1652-54) švedski kralj (1654)                                                      | Karel X. Gustav Švedski (1622-60) kleeburški palatin(1652-54) švedski kralj (1654)           | Karel X. Gustav Švedski (1622-60) kleeburški palatin(1652-54) švedski kralj (1654)           | Karel X. Gustav Švedski (1622-60) kleeburški palatin(1652-54) švedski kralj (1654)           | Karel X. Gustav Švedski (1622-60) kleeburški palatin(1652-54) švedski kralj (1654)           |  |  |  |  |  |  |  |  |  |  |  |  |  |  |  |  |  |  |  |  |  |  |  |  |  |  |  |  |  |  |  |  |  |  |
| Friderik V. (1596-1632) pfalški volilni knez (1610-23) češki kralj (1619-21) ∞ Elizabeta, hči angleškega kralja Jakoba I.       | Friderik V. (1596-1632) pfalški volilni knez (1610-23) češki kralj (1619-21) ∞ Elizabeta, hči angleškega kralja Jakoba I. | Friderik V. (1596-1632) pfalški volilni knez (1610-23) češki kralj (1619-21) ∞ Elizabeta, hči angleškega kralja Jakoba I. | Friderik V. (1596-1632) pfalški volilni knez (1610-23) češki kralj (1619-21) ∞ Elizabeta, hči angleškega kralja Jakoba I. | Friderik V. (1596-1632) pfalški volilni knez (1610-23) češki kralj (1619-21) ∞ Elizabeta, hči angleškega kralja Jakoba I. | Friderik V. (1596-1632) pfalški volilni knez (1610-23) češki kralj (1619-21) ∞ Elizabeta, hči angleškega kralja Jakoba I. |  |  | Ludvik Filip (1602-55) palatin Simmerna (1611) (rodbina izumrla 1674)                                              | Ludvik Filip (1602-55) palatin Simmerna (1611) (rodbina izumrla 1674)                                              | Ludvik Filip (1602-55) palatin Simmerna (1611) (rodbina izumrla 1674)                                              | Ludvik Filip (1602-55) palatin Simmerna (1611) (rodbina izumrla 1674)                                              | Ludvik Filip (1602-55) palatin Simmerna (1611) (rodbina izumrla 1674)                                              | Ludvik Filip (1602-55) palatin Simmerna (1611) (rodbina izumrla 1674)                                              |  |  | Filip Viljem (1615-90) neuburški palatin (1653-85) pfalški volilni knez (1685)                         | Filip Viljem (1615-90) neuburški palatin (1653-85) pfalški volilni knez (1685)                         | Filip Viljem (1615-90) neuburški palatin (1653-85) pfalški volilni knez (1685)                         | Filip Viljem (1615-90) neuburški palatin (1653-85) pfalški volilni knez (1685)                         | Filip Viljem (1615-90) neuburški palatin (1653-85) pfalški volilni knez (1685)                         | Filip Viljem (1615-90) neuburški palatin (1653-85) pfalški volilni knez (1685)                         | | | Friderik (1616-1661) palatin Zweibrückna (1635)                                                       | Friderik (1616-1661) palatin Zweibrückna (1635)                                                       | Friderik (1616-1661) palatin Zweibrückna (1635)                                                    | Friderik (1616-1661) palatin Zweibrückna (1635)                                                    | Friderik (1616-1661) palatin Zweibrückna (1635)                                                                                         | Friderik (1616-1661) palatin Zweibrückna (1635)                                                                                         | | | Karel X. Gustav Švedski (1622-60) kleeburški palatin(1652-54) švedski kralj (1654)                                                      | Karel X. Gustav Švedski (1622-60) kleeburški palatin(1652-54) švedski kralj (1654)                                                      | Karel X. Gustav Švedski (1622-60) kleeburški palatin(1652-54) švedski kralj (1654)           | Karel X. Gustav Švedski (1622-60) kleeburški palatin(1652-54) švedski kralj (1654)           | Karel X. Gustav Švedski (1622-60) kleeburški palatin(1652-54) švedski kralj (1654)           | Karel X. Gustav Švedski (1622-60) kleeburški palatin(1652-54) švedski kralj (1654)           |  |  |  |  |  |  |  |  |  |  |  |  |  |  |  |  |  |  |  |  |  |  |  |  |  |  |  |  |  |  |  |  |  |  |
| Karel I. Ludvik (1618-80) pfalški volilni knez (1648)                                                                           | Karel I. Ludvik (1618-80) pfalški volilni knez (1648)                                                                     | Karel I. Ludvik (1618-80) pfalški volilni knez (1648)                                                                     | Karel I. Ludvik (1618-80) pfalški volilni knez (1648)                                                                     | Karel I. Ludvik (1618-80) pfalški volilni knez (1648)                                                                     | Karel I. Ludvik (1618-80) pfalški volilni knez (1648)                                                                     |  |  | | | | | | |  |  | | | | | | | | | | | | | | | | | Karel XI. (1655-97) švedski kralj (1660) palatin Zweibrückna in Landsberga (1681)                                                       | Karel XI. (1655-97) švedski kralj (1660) palatin Zweibrückna in Landsberga (1681)                                                       | Karel XI. (1655-97) švedski kralj (1660) palatin Zweibrückna in Landsberga (1681)            | Karel XI. (1655-97) švedski kralj (1660) palatin Zweibrückna in Landsberga (1681)            | Karel XI. (1655-97) švedski kralj (1660) palatin Zweibrückna in Landsberga (1681)            | Karel XI. (1655-97) švedski kralj (1660) palatin Zweibrückna in Landsberga (1681)            |  |  |  |  |  |  |  |  |  |  |  |  |  |  |  |  |  |  |  |  |  |  |  |  |  |  |  |  |  |  |  |  |  |  |
| Karel I. Ludvik (1618-80) pfalški volilni knez (1648)                                                                           | Karel I. Ludvik (1618-80) pfalški volilni knez (1648)                                                                     | Karel I. Ludvik (1618-80) pfalški volilni knez (1648)                                                                     | Karel I. Ludvik (1618-80) pfalški volilni knez (1648)                                                                     | Karel I. Ludvik (1618-80) pfalški volilni knez (1648)                                                                     | Karel I. Ludvik (1618-80) pfalški volilni knez (1648)                                                                     |  |  | | | | | | |  |  | | | | | | | | | | | | | | | | | Karel XI. (1655-97) švedski kralj (1660) palatin Zweibrückna in Landsberga (1681)                                                       | Karel XI. (1655-97) švedski kralj (1660) palatin Zweibrückna in Landsberga (1681)                                                       | Karel XI. (1655-97) švedski kralj (1660) palatin Zweibrückna in Landsberga (1681)            | Karel XI. (1655-97) švedski kralj (1660) palatin Zweibrückna in Landsberga (1681)            | Karel XI. (1655-97) švedski kralj (1660) palatin Zweibrückna in Landsberga (1681)            | Karel XI. (1655-97) švedski kralj (1660) palatin Zweibrückna in Landsberga (1681)            |  |  |  |  |  |  |  |  |  |  |  |  |  |  |  |  |  |  |  |  |  |  |  |  |  |  |  |  |  |  |  |  |  |  |
| | | | | | |  |  | | | | | | |  |  | | | | | | | | | | | | | | | | | | |                                                                                              |                                                                                              |                                                                                              |                                                                                              |  |  |  |  |  |  |  |  |  |  |  |  |  |  |  |  |  |  |  |  |  |  |  |  |  |  |  |  |  |  |  |  |  |  |
| Karel II. (1651-85) pfalški volilni knez (1680)                                                                                 | Karel II. (1651-85) pfalški volilni knez (1680)                                                                           | Karel II. (1651-85) pfalški volilni knez (1680)                                                                           | Karel II. (1651-85) pfalški volilni knez (1680)                                                                           | Karel II. (1651-85) pfalški volilni knez (1680)                                                                           | Karel II. (1651-85) pfalški volilni knez (1680)                                                                           |  |  | Ivan Viljem (1658-1716) pfalški volilni knez (1690) ∞ Marija Ana, hči cesarja Ferdinanda III.                      | Ivan Viljem (1658-1716) pfalški volilni knez (1690) ∞ Marija Ana, hči cesarja Ferdinanda III.                      | Ivan Viljem (1658-1716) pfalški volilni knez (1690) ∞ Marija Ana, hči cesarja Ferdinanda III.                      | Ivan Viljem (1658-1716) pfalški volilni knez (1690) ∞ Marija Ana, hči cesarja Ferdinanda III.                      | Ivan Viljem (1658-1716) pfalški volilni knez (1690) ∞ Marija Ana, hči cesarja Ferdinanda III.                      | Ivan Viljem (1658-1716) pfalški volilni knez (1690) ∞ Marija Ana, hči cesarja Ferdinanda III.                      |  |  | Karel III. Filip (1661-1742) pfalški volilni knez (1716)                                               | Karel III. Filip (1661-1742) pfalški volilni knez (1716)                                               | Karel III. Filip (1661-1742) pfalški volilni knez (1716)                                               | Karel III. Filip (1661-1742) pfalški volilni knez (1716)                                               | Karel III. Filip (1661-1742) pfalški volilni knez (1716)                                               | Karel III. Filip (1661-1742) pfalški volilni knez (1716)                                               | | | | | | | | | | | Karel XII. (1682-1718) palatin Zweibrückna in Landsberga (1697) švedski kralj (1697)                                                    | Karel XII. (1682-1718) palatin Zweibrückna in Landsberga (1697) švedski kralj (1697)                                                    | Karel XII. (1682-1718) palatin Zweibrückna in Landsberga (1697) švedski kralj (1697)         | Karel XII. (1682-1718) palatin Zweibrückna in Landsberga (1697) švedski kralj (1697)         | Karel XII. (1682-1718) palatin Zweibrückna in Landsberga (1697) švedski kralj (1697)         | Karel XII. (1682-1718) palatin Zweibrückna in Landsberga (1697) švedski kralj (1697)         |  |  |  |  |  |  |  |  |  |  |  |  |  |  |  |  |  |  |  |  |  |  |  |  |  |  |  |  |  |  |  |  |  |  |
| Karel II. (1651-85) pfalški volilni knez (1680)                                                                                 | Karel II. (1651-85) pfalški volilni knez (1680)                                                                           | Karel II. (1651-85) pfalški volilni knez (1680)                                                                           | Karel II. (1651-85) pfalški volilni knez (1680)                                                                           | Karel II. (1651-85) pfalški volilni knez (1680)                                                                           | Karel II. (1651-85) pfalški volilni knez (1680)                                                                           |  |  | Ivan Viljem (1658-1716) pfalški volilni knez (1690) ∞ Marija Ana, hči cesarja Ferdinanda III.                      | Ivan Viljem (1658-1716) pfalški volilni knez (1690) ∞ Marija Ana, hči cesarja Ferdinanda III.                      | Ivan Viljem (1658-1716) pfalški volilni knez (1690) ∞ Marija Ana, hči cesarja Ferdinanda III.                      | Ivan Viljem (1658-1716) pfalški volilni knez (1690) ∞ Marija Ana, hči cesarja Ferdinanda III.                      | Ivan Viljem (1658-1716) pfalški volilni knez (1690) ∞ Marija Ana, hči cesarja Ferdinanda III.                      | Ivan Viljem (1658-1716) pfalški volilni knez (1690) ∞ Marija Ana, hči cesarja Ferdinanda III.                      |  |  | Karel III. Filip (1661-1742) pfalški volilni knez (1716)                                               | Karel III. Filip (1661-1742) pfalški volilni knez (1716)                                               | Karel III. Filip (1661-1742) pfalški volilni knez (1716)                                               | Karel III. Filip (1661-1742) pfalški volilni knez (1716)                                               | Karel III. Filip (1661-1742) pfalški volilni knez (1716)                                               | Karel III. Filip (1661-1742) pfalški volilni knez (1716)                                               | | | | | | | | | | | Karel XII. (1682-1718) palatin Zweibrückna in Landsberga (1697) švedski kralj (1697)                                                    | Karel XII. (1682-1718) palatin Zweibrückna in Landsberga (1697) švedski kralj (1697)                                                    | Karel XII. (1682-1718) palatin Zweibrückna in Landsberga (1697) švedski kralj (1697)         | Karel XII. (1682-1718) palatin Zweibrückna in Landsberga (1697) švedski kralj (1697)         | Karel XII. (1682-1718) palatin Zweibrückna in Landsberga (1697) švedski kralj (1697)         | Karel XII. (1682-1718) palatin Zweibrückna in Landsberga (1697) švedski kralj (1697)         |  |  |  |  |  |  |  |  |  |  |  |  |  |  |  |  |  |  |  |  |  |  |  |  |  |  |  |  |  |  |  |  |  |  |
| | | | | | |  |  | | | | | | |  |  | | | | | | | | | | | | | | | | | | |                                                                                              |                                                                                              |                                                                                              |                                                                                              |  |  |  |  |  |  |  |  |  |  |  |  |  |  |  |  |  |  |  |  |  |  |  |  |  |  |  |  |  |  |  |  |  |  |
| | | | | | |  |  | | | | | | |  |  | | | | | Karel IV. Teodor (1724-99 palatin Sulzbacha (1733) pfalški (1742/43) in bavarski (1777) volilni knez)  | Karel IV. Teodor (1724-99 palatin Sulzbacha (1733) pfalški (1742/43) in bavarski (1777) volilni knez)  | Karel IV. Teodor (1724-99 palatin Sulzbacha (1733) pfalški (1742/43) in bavarski (1777) volilni knez) | Karel IV. Teodor (1724-99 palatin Sulzbacha (1733) pfalški (1742/43) in bavarski (1777) volilni knez) | Karel IV. Teodor (1724-99 palatin Sulzbacha (1733) pfalški (1742/43) in bavarski (1777) volilni knez) | Karel IV. Teodor (1724-99 palatin Sulzbacha (1733) pfalški (1742/43) in bavarski (1777) volilni knez) | | | Maksimilijan IV. (I.) Jožef (1756-1825) palatin Zweibrückna in Birkenfelda (1795) bavarski volilni knez) (1799), bavarski kralju (1806) | Maksimilijan IV. (I.) Jožef (1756-1825) palatin Zweibrückna in Birkenfelda (1795) bavarski volilni knez) (1799), bavarski kralju (1806) | Maksimilijan IV. (I.) Jožef (1756-1825) palatin Zweibrückna in Birkenfelda (1795) bavarski volilni knez) (1799), bavarski kralju (1806) | Maksimilijan IV. (I.) Jožef (1756-1825) palatin Zweibrückna in Birkenfelda (1795) bavarski volilni knez) (1799), bavarski kralju (1806) | Maksimilijan IV. (I.) Jožef (1756-1825) palatin Zweibrückna in Birkenfelda (1795) bavarski volilni knez) (1799), bavarski kralju (1806) | Maksimilijan IV. (I.) Jožef (1756-1825) palatin Zweibrückna in Birkenfelda (1795) bavarski volilni knez) (1799), bavarski kralju (1806) |                                                                                              |                                                                                              |                                                                                              |                                                                                              |  |  |  |  |  |  |  |  |  |  |  |  |  |  |  |  |  |  |  |  |  |  |  |  |  |  |  |  |  |  |  |  |  |  |

#### Do delitve leta 1410
Po letu 1329 sta brata Rudolf II. (1327-1353) in Rupert I. (1353-1398) vladala Renskemu palatinatu kot neodvisni državi. Leta 1350 se je z Rupertovo hčerko Ano poročil nemški in češki kralj Karel IV. Luksemburški, kar je zgladilo prej slabe odnose z Luksemburžani. Leta 1356 je Palatinat z zlato bulo dobil volilni glas, postal tako volilna kneževina in se v hierarhiji cesarstva povzpel nad vojvodino Bavarsko, česar Bavarci niso mogli preboleti naslednjih tristo let. Rupert I. je ustanovil univerzo v Heidelbergu.
Po smrti obeh stricev je vladanje nadaljeval njun nečak, Adolfov sin Rupert II. (1390-1398).
Nasledil ga je sin Rupert III. (1398-1410), ki ga je oče že mladega vključeval v procese vladanja. On in trije cerkveni volilni knezi, nadškofi Mainza, Kölna in Trierja, so odstavili nesposobnega nemškega kralja Vaclava IV., ki ni znal ukrepati v prid rešitve cerkvenega razkola, in namesto njega izvolili Ruperta III. Vendar so mnogi nemški knezi Rupertu nov položaj oporekali in do smrti se kot kralj ni mogel uveljaviti na celotnem nemškem ozemlju. Pred smrtjo je svoje dedne dežele razdelil med svoje štiri sinove.

#### Delitev Palatinata leta 1410
Najstarejši sin kralja Ruperta III., Ludvik III. (1410-1436), je obdržal volilni glas, osrednje ozemlje v Porenju s središčem v Heidelbergu in okolico Amberga v Zgornjem Palatinatu.
Mlajši sinovi so dobili samostojna odcepljena ozemlja, imenovana po prestolnicah, in sicer: drugi sin Ivan (†1443) je dobil Pfalz-Neumarkt v Zgornjem Palatinatu, tretji sin Štefan (†1459) Pfalz-Simmern-Zweibrücken zahodno od Rena in četrti sin Oton I. (†1461) Pfalz-Mosbach. Vsi so obdržali naslov palatinski grof (palatin) in vojvoda.
Veja Pfalz-Neumarkt je izumrla že leta 1448 s smrtjo Ivanovega sina Krištofa III., kralja Kalmarske unije. Posest je podedoval Krištofov stric Oton I., njegova vojvodina pa se je začela imenovati Pfalz-Mosbach-Neumarkt. A je tudi ta rodbinska veja ostala brez moškega naslednika že po smrti Otonovega sina Otona II. (†1499). Ozemlje se je vrnilo v okvir volilne kneževine.
Do današnjih dni pa vztraja rodbina tretjega sina, Štefana, ki je dobil vojvodino Pfalz-Simmern-Zweibrücken. 

#### Veja Pfalz-Simmern-Zweibrücken (1410-1459)
Štefan (1410-1459), palatin in vojvoda Pfalz-Simmern-Zweibrücken, se je poročil z Ano, edino dedinjo veldenškega grofa Friderika III. (†1444). Njuna sinova sta si dediščino po očetu in materi razdelila:
- Starejši sin Friderik I. (1444/59-1480) je dobil severni del vojvodine s središčem v Simmernu in dele dedove grofije Sponheim.
- Mlajši sin Ludvik I. (1444/59-89) je dobil južni del vojvodine s središčem v mestu Zweibrücken in po dedu grofijo Veldenz.

Nastali sta dve novi vojvodini (in istočasno palatinski grofiji) Pfalz-Simmern in Pfalz-Zweibrücken.
V nadaljevanju so delne pfalške vojvodine opisane v vrstnem redu, kot so njihovi gospodarji prihajali na položaj pfalškega volilnega kneza (tiskani krepko).

#### Stara veja pfalških volilnih knezov (1410-1559)
Z Ludvikom III. se nadaljuje stara veja volilnih knezov, ki se je začela z Rudolfom II.
Volilni knez Ludvik III. (vladal 1410-1436) je bil zelo izobražen in ugleden mož. Njegova knjižnica predstavlja začetek slavne bibliothece Palatine. Lahko bi kandidiral za nemškega kralja, a je na volitvah raje podprl Luksemburžana Sigismunda in potem postal njegov vikar in državni sodnik. V tej vlogi je moral na konstanškem koncilu obsoditi Jana Husa in kasneje tudi Hieronima Praškega ter prijeti protipapeža Janeza XXIII. Po smrti tretjega sina Ruperta je romal v Sveto deželo in se bolan vrnil.
Njegov sin Ludvik IV. (1436-1449) je umrl mlad in zapustil enoletnega sina Filipa. Namesto njega je vladal, najprej kot regent in potem kot volilni knez, stric Friderik I. Zmagoviti (1449-1476). V spopadih s sosedi je pridobil kar nekaj ozemelj in z reformami utrdil državo. Po njegovi smrti je poskušal podobno nadaljevati tudi nečak Filip (1476-1508). Ko je oče njegove snahe, Jurij Bogati (†1503), sklenil (v nasprotju z rodbinskim dogovorom v Paviji) zapustiti svojo posest (vojvodino Bavarsko-Landshut) svoji hčerki Elizabeti, je Filip skušal to preprečiti z vojsko. S tem je proti sebi izzval bavarske sorodnike in bil v landshutski nasledstveni vojni poražen. Spor je razrešil cesar Maksimilijan I. leta 1505 na državnem zboru v Kölnu. Tedaj je bila ustanovljena nova vojvodina Pfalz-Neuburg.
Z bolj umirjeno politiko je nadaljeval Filipov sin Ludvik V. (1508-44), izobražen knez.
Sledil mu je brat Friderik II. (1544-56), ki se je pred tem uveljavljal kot poveljnik in diplomat cesarjev Maksimilijana I. in Ferdinanda I. ter bil v Neuburgu regent dveh sinov svojega, v landshutski vojni padlega brata Ruperta (†1504). V vojvodino je poskušal vpeljati reformacijo, a se je po graji cesarja Karla V. umaknil. Ustanavljal je samostane, podpiral univerzo.
Za njim je postal volilni knez njegov neuburški nečak Oton Henrik (Ottheinrich, 1556-59), tedaj star že 54 let in težak skoraj 200 kg. V kneževino je vpeljal luteranstvo, pospeševal znanost, zlasti medicino, obogatil bibilioteko palatino. Umrl je brez otrok. Z njim se je končala stara veja volilnih knezov. 
Kot srednja veja volilnih knezov ji je sledila veja Pfalz-Simmern, z volilnim knezom Friderikom III.

#### Veja Pfalz-Simmern (1459-1685, volilni knezi od leta 1559)
(modri okvirji v rodbinskem drevesu)
V veji Pfalz-Simmern sta Frideriku I. (1444/59-1480) sledila sin Ivan I. (1480-1509) in njegov sin Ivan II. (1509-1557).
V času Ivana II. je bila vojvodina v razcvetu. Zelo ga je cenil tudi cesar Karel V., ki je na svojem dvoru vzgajal njegovega sina Friderika III. Leta 1553, ko je bilo že znano, da bo volilni knez Oton Henrik (Ottheinrich) umrl brez naslednika, je Ivan II. v dogovoru z vodji drugih pfalških vej svojemu sinu zagotovil nasledstvo v volilni kneževini, za kar je veji Pfalz-Zweibrücken odstopil dele svojega ozemlja (heidelberška nasledstvena pogodba). Friderik III. je tako leta 1559 postal volilni knez Palatinata.
Srednja veja volilnih knezov:
Friderik III. (1557/59-1576) se je na osnovi osebnega študija opredelil za kalvinizem in ga v svoji kneževini proglasil za državno vero, utemeljeno v heidelberškem katekizmu (1563). Podpiral je protestante zunaj nemških meja (Nizozemska, Francija, Švica, Škotska) in jim doma nudil zatočišče. Ni pa našel razumevanja pri luteranskih nemških knezih in vznemiril je tudi prebivalstvo svoje dežele.
Tudi njegov sin in naslednik Ludvik VI. (1576-1583) mu v veri ni sledil. Pod vplivom žene Elizabete, hčerke hessenskega deželnega grofa Filipa I., se je zavzemal za luteranstvo, kar je povzročilo spor z očetom in bratom Ivanom Kazimirjem. Po očetovi smrti je proglasil luteranstvo za državno vero. Preganjal je kalviniste in jih pregnal tudi z univerze.
Spor med protestantskima verama se je vlekel tudi v čas njegovega naslednika, sina Friderika IV. (1583-1610). Ta je dal na desnem bregu Rena v holandskem stilu zgraditi utrdbo Friedrichsburg in vzpodbudil rast Mannheima ob njej. Leta 1608 je prevzel vodenje protestantske unije. Zapil se je in kmalu umrl.
Njegov sin Friderik V. (1610-1623, †1632) je očeta nasledil mladoleten in je bil pod močnim vplivom njegovega in potem tudi svojega kanclerja Kristijana I., kneza Anhalt-Bernburg. Nepremišljeno je sprejel češko kraljevo krono, ki so jo uporni Čehi hoteli odvzeti Habsburžanu Ferdinandu II. Spopad s cesarjem, ki se je razširil v evropsko tridesetletno vojno, je bil za Friderika usoden; izgubil je češko krono in Palatinat. Pfalški volilni glas je leta 1623 dobila vojvodina Bavarska, ki se je v vojni bojevala na strani cesarja.
Karlu I. Ludviku (1648-1680), sinu Friderika V., je bil z vestfalskim mirom Palatinat vrnjen, a brez Zgornjega Palatinata, ki je ostal bavarski; bavarski je ostal tudi volilni glas; za Palatinat so ustanovili nov (8.) volilni glas. Francoski maršal Turenne je leta 1674  Palatinat, kot mejno območje cesarstva, popolnoma opustošil in do leta 1678 so si Francozi pod pretvezo reunij nekatera območja Palatinata nasilno prilastili. Po smrti Karl Ludvikovega naslednika, Karla II. (1680-1685), ki je umrl brez potomcev, je težnja Ludvika XIV. po ekspanziji v Porenje prerasla v pfalško nasledstveno vojno. 
Štafeto volilnih knezov je z volilnim knezom Filipom Viljemom prevzela mlajša neuburška veja; po rodbinskem drevesu pridemo do nje preko veje Pfalz-Zweibrücken, ki se je leta 1459 odcepila od veje Pfalz-Simmern-Zweibrücken.

#### Veja Pfalz-Zweibrücken (1459-1661 )
(temno zeleni okvirji v rodbinskem drevesu)
Že pred delitvijo vojvodine Pfalz-Simmern-Zweibrücken je oče Štefan (†1459) izročil Ludviku I. (1444/59-89) vojvodino v upravljanje in se umaknil. V letih 1455, 1460 in 1470/71 se je Ludvik I. neuspešno bojeval proti bratrancu iz volilne kneževine, Frideriku I. Zmagovitemu, nazadnje pa mu je moral priznati fevdalno odvisnost. 
Ludviku I. sta sledila sin Aleksander (1489-1514) in vnuk Ludvik II. (1514-1532).
Sin Ludvika II., Volfgang (1532-1569, od 1557 tudi vojvoda Neuburga), je vojvodino nasledil mladoleten. Njegov regent je bil stric Rupert. Ko je dosegel polnoletnost, je Volfgang stricu s pogodbo predal Pfalz-Veldenz kot novo samostojno vojvodino. Bil je neomajen protestant in je v bogoslužje vpeljal nemščino. V tretji hugenotski vojni je z najemniško vojsko odšel na pomoč hugenotom v Francijo in tam v boju padel.
Volfgangu je leta 1557 (po heidelberški nasledstveni pogodbi iz leta 1553) pripadla vojvodina Pfalz-Neuburg. V oporoki je svojo dediščino razdelil med pet sinov; nastale so nove oziroma preurejene samostojne vladavine, med katerimi so tri, Pfalz-Neuburg, Pfalz-Zweibrücken in Pfalz-Birkenfeld, nadaljevale rod.
Palatinsko grofijo Pfalz-Birkenfeld je podedoval peti Volfgangov sin Karel (1569-1600); veja je zanimiva zato, ker iz nje izhaja knez Maksimilijan Jožef, ki je leta 1799 postal volilni knez ponovno združene Bavarske in kasneje prvi bavarski kralj; potomka te veje je tudi Elizabeta Bavarska, ki je kot žena cesarja Franca Jožefa postala avstrijska cesarica.
Vojvodino Pfalz-Zweibrücken je nasledil drugi Vofgangov sin Ivan I. (1569-1604) in temu je sledil njegov sin Ivan II. (1604-1635). Njegov sin Friderik (1635-61) ni imel moškega naslednika; posest in naslov so nasledili bratranci.
Brat Ivana II., Ivan Kazimir, kleebuški palatin (1611-1652), se je poročil s Katarino, hčerko švedskega kralja Karla IX. Iz tega para izhajajo trije zaporedni švedski kralji: Karel X. Gustav, Karel XI. in Karel XII. (svetlejši okvirji)
Volfgangov prvi sin, Filip Ludvik, je podedoval vojvodino Pfalz-Neuburg. Njegov vnuk Filip Viljem je leta 1685 postal pfalški volilni knez. 

#### Veja Pfalz-Neuburg (1505-1742, volilni knezi od leta 1685)
(rumeni okvirji v rodbinskem drevesu)
Vojvodina Pfalz-Neuburg je nastala po landshutski nasledstveni vojni na pobudo cesarja Maksimilijana I. iz delov dediščine Jurija Bogatega (†1503), vojvode Bavarske-Landshhut. Podrobnosti so bile določene leta 1509 s pogodbo iz Ingolstadta. Vojvodina je bila sestavljena iz nepovezanih ozemelj, pretežno na levem bregu Donave. Namenjena je bila Jurijevima vnukoma, Otonu Henriku (Ottheinrichu) in Filipu, mladoletnima sinovoma Jurijeve hčerke Elizabete in Ruperta, ki sta umrla v vojni. Njun regent je bil sprva ded, volilni knez Filip (†1508), po njegovi smrti pa njun stric Friderik III. (do 1522). Otonu Henriku je pripadal južnejši del vojvodine (okrog Neuburga), Filipu pa severnejši del (Schwandorf, Burglengenfeld, Sulzbach). Leta 1541 je zašel Filip v finančne težave in se odpovedal vsem svojim pravicam v korist brata.
Leta 1556, po smrti volilnega kneza Friderika II., je po dedni logiki postal novi volilni knez Pfalza Oton Henrik. V skladu s heidelberško nasledstveno pogodbo iz leta 1553 je vojvodino Pfalz-Neuburg prepustil Volfgangu iz veje Pfalz-Zweibrücken. S tem se začenja mlajša veja Pfalz-Neuburg. Po Volfgangovi smrti (†1569) je vojvodino Pfalz-Neuburg podedoval njegov prvi sin Filip Ludvik.
Filip Ludvik (1569-1614) je bil, tako kot oče, neomajen protestant. Poročil se je z Ano, hčerko vojvode Viljema V. Bogatega Jüliško-Klevsko-Berškega. Po smrti svojega svaka Ivana Viljema (†1609), ki je umrl brez otrok, je postal eden od kandidatov za tastovo dediščino. Vpleten je bil v jüliško-klevsko nasledstveno vojno, ki je bila tudi vojna med katoličani in protestanti.
Ludvikov sin, Vofgang Viljem (1614-1653), je na skrivaj prestopil v katoliško vero in se poročil z Magdaleno, sestro bavarskega vojvode Maksimilijana I. S tem si je zagotovil podporo katoliške lige in z mirovnim sporazumom v Xantenu (1614) dobil katoliški del dediščine, vojvodini Jülich in Berg.
Nova veja volilnih knezov:
Sin Volfganga Viljema, Filip Viljem (1653-1690, od 1685 volilni knez), je bil vzgajan pri jezuitih. Prva leta vladanja ga je zaposloval spor z brandenburškim volilnim knezom Friderikom Viljemom, ki si je lastil vojvodini Jülich in Berg; spor so rešili leta 1666 s sporazumom v mestu Kleve. Po smrti pfalškega volilnega kneza Karla II., ki je leta 1685 umrl brez otrok, je Filip Viljem podedoval Palatinat, ki je tako postal katoliški. Knez se je zavzemal za enakopravnost ver, toda s svojimi prizadevanji ni uspel in med prebivalstvom so se začeli verski spori. Ker je bila Karlova sestra Elizabeta Šarlota poročena s Filipom I., vojvodo Orleanskim, in tako svakinja francoskega kralja Ludvika XIV., je ta Palatinat zahteval za Francijo. Leta 1688 je z vojsko vdrl v volilno kneževino; začela se je devetletna pfalška nasledstvena vojna. --- Filip Viljem je imel z drugo ženo, Elizabeto Amalijo Magdaleno, hčerko hessenskega deželnega grofa Jurija II., 17 otrok, med njimi tudi dva bodoča volilna kneza; tudi habsburška cesarja Jožef I. in Karel VI. sta bila njegova vnuka.
Filipa Viljema je med vojno nasledil sin Ivan Viljem (1690-1716). Francozi so v prvem letu vojne načrtno pustošili vse mejno območje cesarstva. Ivan Viljem se je iz porušenega Heidelberga umaknil v Düsseldorf, od koder je vladal. V rijswijškim mirom (1697) se je Ludvik XIV. odrekel zahtevam do Palatinata.
Karel III. Filip (1716-1742) se je kot tretji sin Filipa Viljema izobraževal za duhovniški stan, a je kasneje postal cesarski feldmaršal, ki se je boril proti Turkom, potem pa je nasledil brata na položaju pfalškega volilnega kneza. Vladal je iz Heidelberga. Katoliško vzgojen je tam prihajal v spore s protestantsko duhovščino. Leta 1720 je rezidenco prenesel v Mannheim. Poravnal je sporna vprašanja med pfalško in bavarsko vejo Wittelsbachov. Ker so se mu v zakonu rodila sama dekleta, je leta 1742 organiziral dvojno poroko: med svojo najstarejšo vnukinjo Elizabeto Avgusto in Karlom Teodorjem iz veje Pfalz-Sulzbach, ki je bil določen za naslednjega volilnega kneza, ter med njeno sestro Marijo in bavarskim vojvodo Klemenom. Slavnostna prireditev je bila namenjena srečanju vseh Wittelsbachov.

#### Veja Pfalz-Sulzbach (1614-1799, volilni knezi od leta 1742)
(vijoličasti okvirji v rodbinskem drevesu)
Avgust (1614-1632), sin vojvode Filipa Ludvika Pfaško-Neuburškega (†1614), je ločil del ozemlja od očetove vojvodine in začel novo vejo Pfalz-Sulzbach. Njegov sin Kristijan Avgust (1632-1708) je leta 1656 v neuburški glavni poravnavi dosegel neodvisnost od matične vojvodine; s tem je nastala zadnja neodvisna wittelsbaška kneževina. Kristjanu Avgustu so na položaju vojvode Pfalz-Sulzbach sledili Teodor Evstahij (1708-1732), Ivan Kristijan Jožef (1732-1733) in Karel Teodor.
Karla Teodorja (1733-1799) so že od njegovega desetega leta jezuiti vzgajali za volilnega kneza. Konec leta 1742, po smrti Karla III. Filipa, je postal volilni knez Pfalza. Izkazal se je predvsem s podporo znanosti in kulture. Leta 1777, po smrt zadnjega volilnega kneza iz bavarske veje Wittelsbachov, Maksimilijana III. Jožefa, je postal tudi volilni knez Bavarske. Glavni wittelsbaški rodbinski veji, ki sta bili ločeni od leta 1329 sta se spet združili.
Ker pa tudi Karel Teodor ni imel zakonitega naslednika in je za njim nasledstvo v volilni kneževini prevzel član rodbine Pfalz-Zweibrücken-Birkenfeld Maksimilijan Jožef, moramo na tem mestu našteti še njegove prednike.

#### Veja Pfalz-Zweibrücken-Birkenfeld (od 1569 naprej, volilni knezi od leta 1799)
(rdeči okvirji v rodbinskem drevesu)
Po smrti Vofganga, vojvode Pfalz-Zweibrücken-Neuburg (†1569), je njegov peti sin Karel dobil pfalški del grofije Sponheim. Leta 1594 je napravil za svojo rezidenco Birkenfeld in kot Karel I. (1569-1600) postal začetnik veje Pfalz-Birkenfeld. Sledil mu je sin Jurij Viljem (1600-1669). Njegov sin Karel Oton (1669-1671) je umrl brez moškega naslednika.
Pravico do nasledstva je imel njegov bratranec Kristijan II. (1671-1717) Njegov sin, Kristijan III. (1717-1735), je leta 1734 s posredovanjem volilnega kneza Karla III. Filipa  prevzel kneževino Zweibrücken in se tja preselil. Postal je vojvoda Pfalz-Zweibrücken-Birkenfeld. Sledil mu je Kristijan IV. (1735-1775), ki se ni poročil s plemkinjo. Tako so posest nasledili potomci njegovega mlajšega brata Friderika Mihaela (†1767), ki se je v napoleonskih vojnah izkazal kot sposoben cesarski general. Maksimilijan Jožef je njegov drugi sin.

## Rodbina spet združena (od leta 1777 naprej)
Karel Teodor (1733/77-1799), volilni knez Palatinata, je leta 1777, po smrti zadnjega volilnega kneza iz bavarske veje Wittelsbachov, postal tudi volilni knez Bavarske in tako, po letu 1329, spet združil obe glavni wittelsbaški veji. Vendar je cesar Jožef II. del Bavarske zahteval za Habsburžane. Karel Teodor, ki mu nova vloga ni bila pri srcu, je popustil avstrijski zahtevi. Habsburžanom je prepustil dediščino veje Straubing in se zavezal, da bo kasneje Avstriji prepustil vso »Staro Bavarsko«, če bo Jožef II. priskrbel dedne kneževine njegovim številnim nezakonskim sinovom. Predlog je sprožil diplomatsko krizo in nato t. i. »krompirjevo vojno«. Karel Teodor tudi ni uspel leta 1784 z mislijo o zamenjavi dela Bavarske za Avstrijsko Nizozemsko. Z barantanjem si ni prislužil naklonjenosti Bavarcev. Ob številnih nezakonskih otrocih ni imel zakonitega dediča. Po pravilih dedovanja ga je nasledil Maksimilijan IV. Jožef iz veje Pfalz-Zweibrücken, ki je dotlej še edina bila zunaj združenih wittelsbaških posesti.
Maksimilijan IV. (I.) Jožef (1799-1825, od 1806 bavarski kralj) je po smrti Karla Teodorja postal bavarski volilni knez. Skupaj z ministrom Maksimilijanom Jožefom Montgelasom sta skozi nemirne čase napoleonskih vojn uspela Bavarsko preoblikovati v moderno in močno povečano državo, ki je leta 1806 postala kraljevina. Leta 1818 je dobila novo ustavo in dvodomni stanovski parlament.
Maksimilijanov sin Ludvik I. (1825-48) je več poudarka namenil katoliškim in klasičnim vrednotam; dežela je napredovala v pogledu duhovnosti in kulture. Z veseljem je sprejel imenovanje svojega drugega sina Otona (†1867) za kralja Grčije. Sicer suveren in odgovoren monarh se je zapletel v afero z mlado italijansko plesalko Lolo Montez in v nemirnem letu 1848 odstopil. 
Nasledil ga je sin Maksimilijan II. Jožef (1848-1864), ki je kmalu po nastopu odobril že pripravljeno novo ustavo, po kateri je država postala ustavna monarhija. Oblikovale so se stranke, ki so se začele boriti za prevlado v bavarskem parlamentu. Začel se je boj za ohranitev samostojnosti znotraj nemškega prostora.
Ludvik II. (1864-1886), sin Maksimilijana II. Jožefa, se je izmikal vladarskim dolžnostim in se umikal v sanjarjenje in glasbo. V njegovem času je Bavarska ni mogla izogniti spretnim Bismarckovim manevrom in je po francosko-pruski vojni z vključitvijo v prusko Nemško cesarstvo izgubila del svoje samostojnosti.
Duševno bolni Ludvikov brat Oton (1886-1916) ni bil sposoben za vladanje. Namesto njega je vladal najprej stric Luitpold (1886-1912) in po njegovi smrti stričev sin Ludvik III. (1913-1918), ki se je leta 1913 oklical za kralja. Tako je imela Bavarska tri leta dva kralja. Po prvi svetovni vojni je bila kraljevina ukinjena.
Naslov »bavarski vojvoda« potomci uporabljajo še danes.